# Bahnhofstrasse (Zürich)

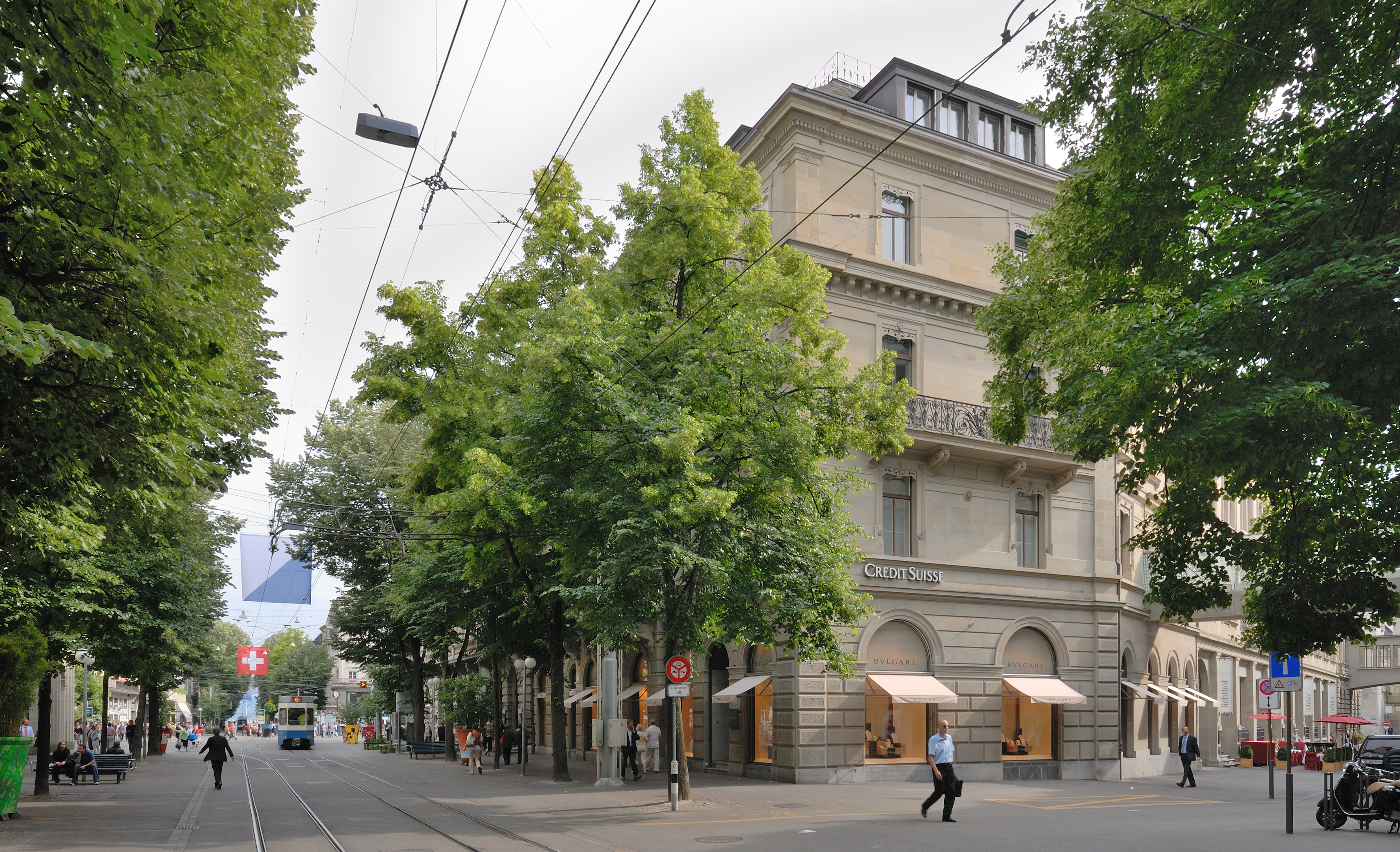
Die Bahnhofstrasse vom einstigen Hauptsitz der ehemaligen Credit Suisse aus in Richtung Zürichsee gesehen

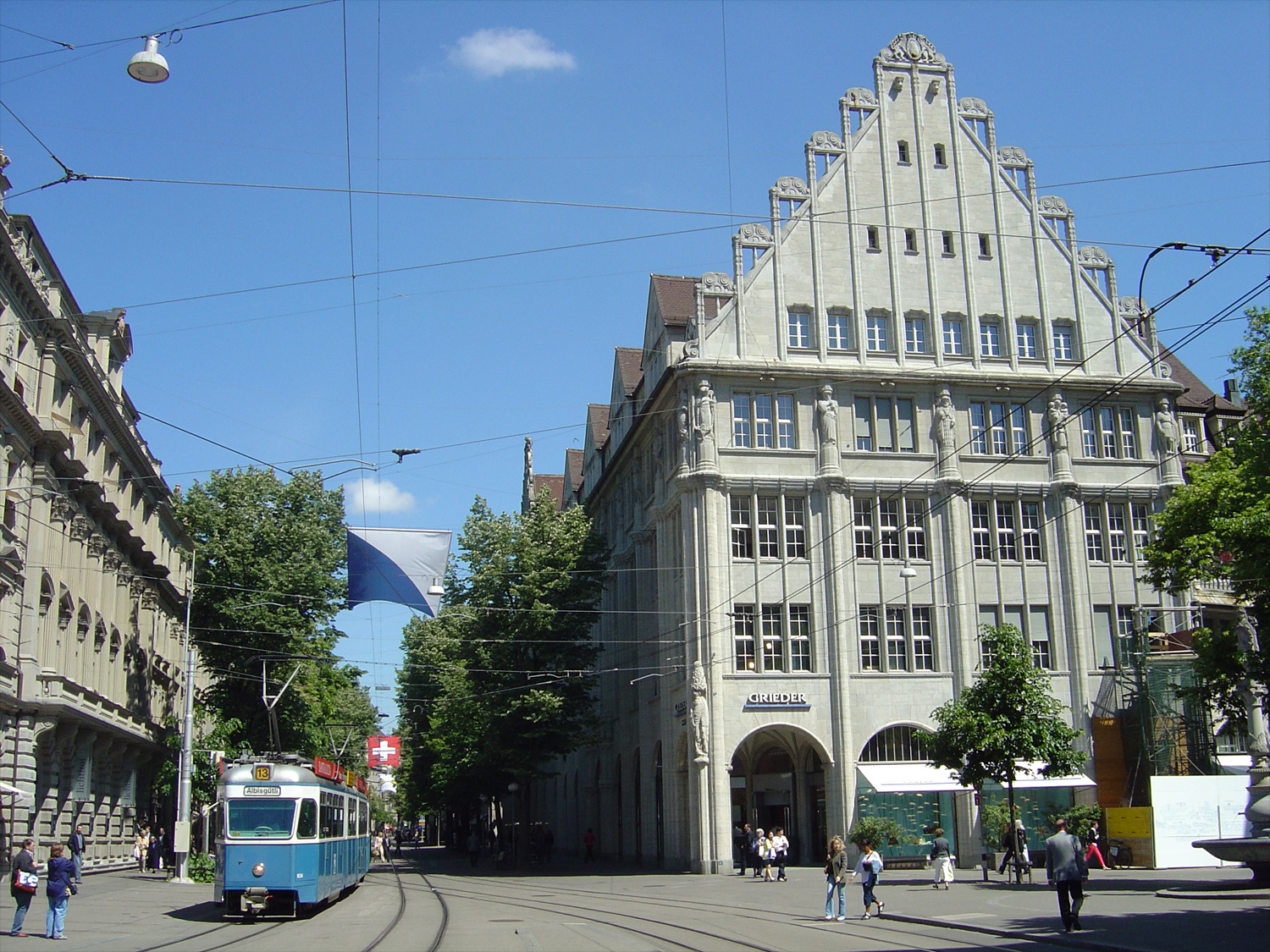
Die Bahnhofstrasse vom Paradeplatz aus gesehen

Die Bahnhofstrasse ist eine ca. 1,4 Kilometer lange Strasse in Zürich. Sie ist international als eine der teuersten und exklusivsten Einkaufsstrassen der Welt bekannt. An ihr befinden sich zahlreiche Warenhäuser, Boutiquen grosser Modedesigner, Schmuck- und Uhrengeschäfte sowie Luxushotels. Der Paradeplatz, den die Bahnhofstrasse quert, gilt als Zentrum des Schweizer Bankenplatzes. Die Bahnhofstrasse ist zu grossen Teilen eine für den regulären Autoverkehr gesperrte Fussgängerzone. Die Strasse wurde von Arnold Bürkli ab der zweiten Hälfte des 19. Jahrhunderts nach Vorbild der von Georges-Eugène Haussmann neu errichteten Boulevards von Paris gestaltet.

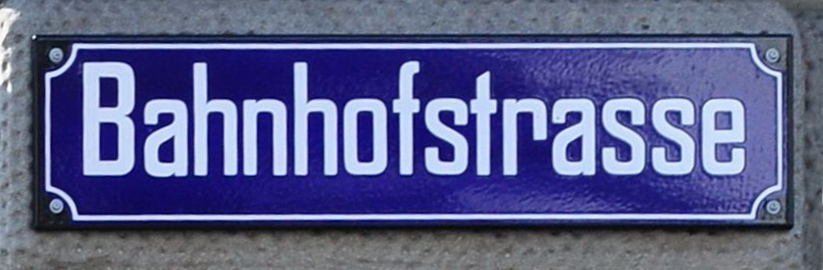
Strassenschild der Bahnhofstrasse

Mit Rekordwerten von bis zu 15'000 Franken pro Quadratmeter und Jahr gehören die Mieten für Verkaufsflächen im Erdgeschoss an der Bahnhofstrasse zu den mit Abstand höchsten in Europa. Damit liegt sie vor Genf (Rue du Rhône) und kommt auf rund ein Viertel mehr, als in Basel (Freie Strasse) und Bern (Kramgasse) an zentralen Lagen bezahlt werden muss. International wird sie zu den zehn teuersten Einkaufsstrassen der Welt gezählt. Dafür sind die Umsätze pro Quadratmeter so hoch wie kaum sonst wo auf der Welt – nur in New York City und Hongkong werden ähnliche Werte erreicht.

## Verlauf
Die Bahnhofstrasse liegt im Zentrum der Stadt Zürich. Sie ist 1,4 Kilometer lang und führt vom Bürkliplatz am Zürichsee nach Norden zum Hauptbahnhof Zürich. Auf ihrem Verlauf liegt der Paradeplatz. Die Strasse bildet die Grenze zwischen den Quartieren City und Lindenhof. Sie umschliesst somit in einem leichten Bogen die Altstadt links der Limmat. Der Teil vom See bis zum Paradeplatz wird obere Bahnhofstrasse genannt, der Abschnitt vom Rennweg bis zum Bahnhof untere Bahnhofstrasse.

## Geschichte
In der ersten Hälfte des 19. Jahrhunderts führte der Weg vom Paradeplatz zum kleinen Bahnhof der Nordostbahn über einen schmalen Fussweg dem Fröschengraben entlang zum Rennwegtor und von dort durch den Werdmühletunnel unter einer Sägemühle hindurch über das Gedeckte Brüggli und das Sihlwiesli zum Bahnhof, von dem aus seit 1847 die Spanisch-Brötli-Bahn nach Baden fuhr.

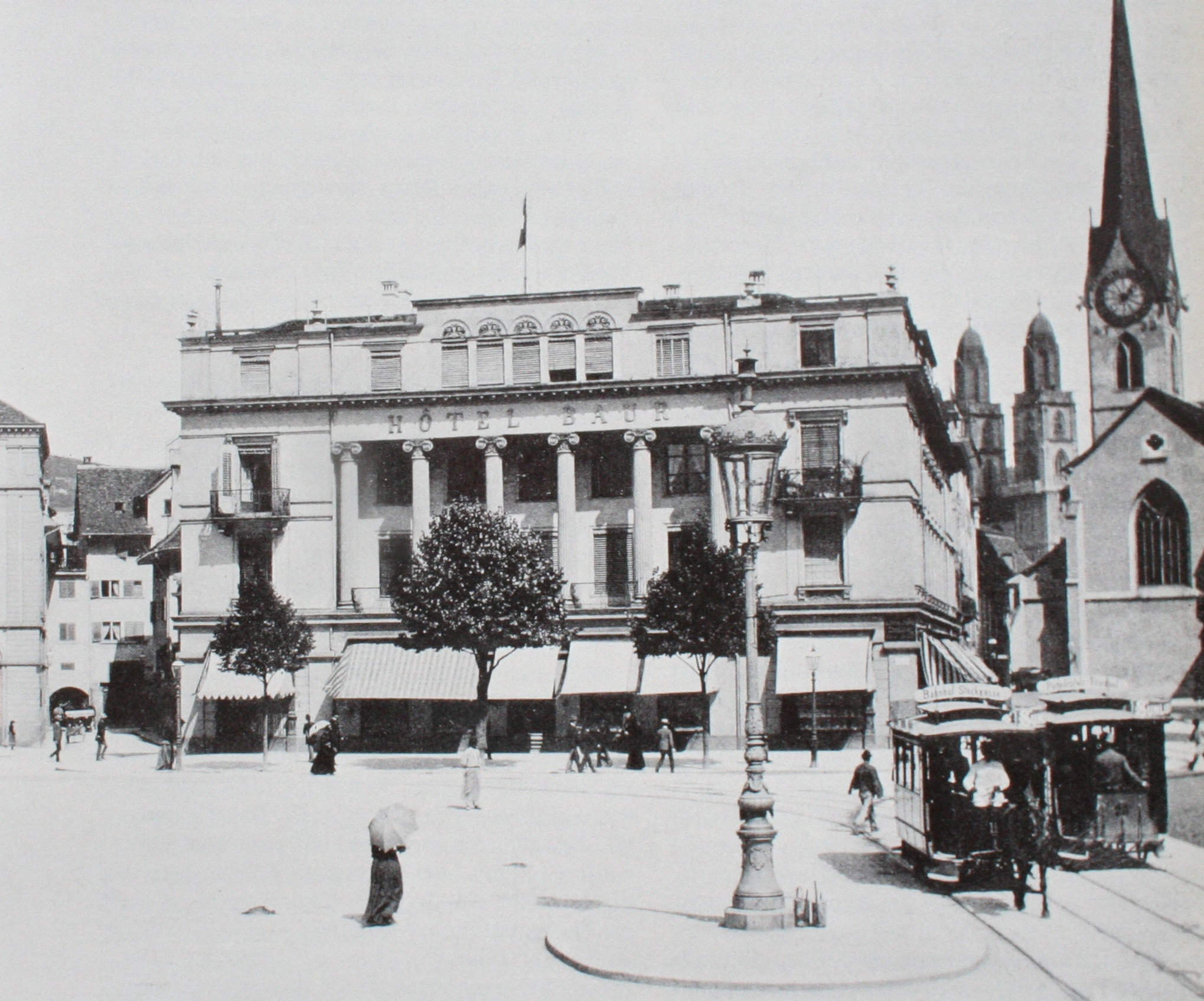
Paradeplatz mit dem 1838 erbauten Hotel Baur, um 1890

Bereits 1849 sollte der Bahnhof durch einen der westlichen Stadtmauer und dem vorgelagerten Wassergraben entlang führenden Weg mit der sogenannten «Kleinen Stadt» beim Paradeplatz verbunden werden, wo auch das Postgebäude stand. An einer Verbesserung der Zufahrt zum Bahnhof war der Hotelier Johannes Baur interessiert, der im Oktober 1838 am heutigen Paradeplatz das vornehme Hotel Baur eröffnet hatte. Finanzielle Gründe und Grundsatzdiskussionen darüber, ob der Bahnhof am bisherigen Standort verbleiben sollte, verhinderten die Verwirklichung eines ersten Projekts einer Fröschengraben-Strasse. Erst als 1854 entschieden wurde, den Bahnhof zu belassen, machte sich das städtische Baukollegium an die Planung der Strasse.
Schwierigkeiten zeigten sich schon bei der Festlegung der zukünftigen Breite der Strasse. Die Zurückhaltenden vertraten die Ansicht, ein bedeutender Verkehr werde sich hier nie entwickeln, die Gegner verlangten eine Luxusstrasse. Schliesslich wurde die weltstädtische Lösung nach Pariser Vorbild gewählt.
Aber damit begannen die Schwierigkeiten erst. Der Bau des neuen Boulevards erforderte entweder den teuren Ankauf der Patrizierhäuser am Fröschengraben oder die Eindeckung des alten Stadtgrabens. Um eine Verminderung des Wasserabflusses auszugleichen, sollte der Schanzengraben in die Sihl anstatt in die Limmat abgeleitet und das verlassene Kanalbett aufgefüllt werden. Die Erlaubnis der Regierung, den Fröschengraben einzuebnen, erfolgte erst, nachdem Untersuchungen ergeben hatten, dass dies keine ernsthaften Nachteile bringen würde. Die Breite der Strasse wurde auf 22 bis 24 Meter festgesetzt. 9 Meter entfielen auf die Fahrbahn, der Rest auf die Trottoirs. Einer geraden Linienführung vom See zum Bahnhof lagen jedoch zwei Hindernisse im Weg: Zwischen See und Paradeplatz lag das Kratzquartier und am anderen Ende, direkt vor dem Bahnhof, standen die kantonalen Zeughäuser. Ein erstes Projekt, die Bahnhofstrasse um die Zeughäuser herumzuführen, wurde verworfen, und es wurde entschieden, die Militäranlagen auf das Syzische Gut im Oberen Kräuel zu verlegen, dem heutigen Kasernengebiet in Aussersihl. Im Januar 1864 wurde der Vertrag zwischen Stadt und Kanton unterzeichnet, der Kanton bewilligte einen Beitrag von Fr. 250'000.

### Untere und mittlere Bahnhofstrasse
Mit den Bauarbeiten für die Bahnhofstrasse wurde Anfang Mai 1864 begonnen. Nach dem Einziehen eines Abzugskanals in den Fröschengraben für die Abwässer der linksufrigen Stadt wurde im Frühling 1865 mit dem Auffüllen begonnen. Die Rinne wurde mit Kies aus dem vorübergehend trockengelegten Schanzengraben aufgefüllt und das Strassenbett angelegt. Dabei verschwanden die Brücke vor dem Rennwegbollwerk und die 1813 gebaute Augustinerbrücke. Der Sihlkanal vor dem Bahnhof wurde auf einer 24 Meter breiten Steinbrücke überquert. Schwierigkeiten ergaben sich angesichts der zahlreichen Niveauunterschiede zwischen den bestehenden Anlagen und Gebäuden. 

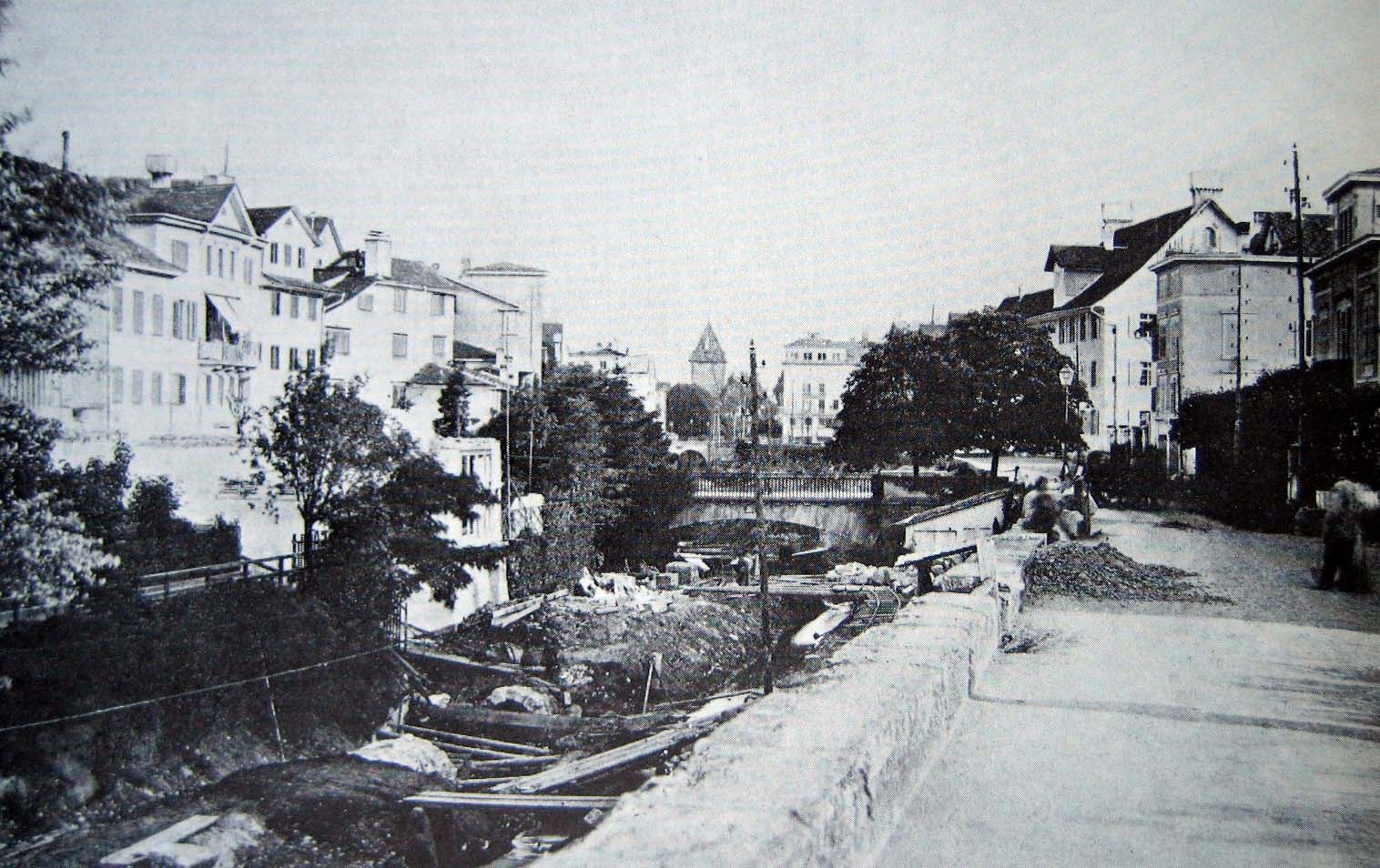
1864: Der Fröschengraben wird zugeschüttet

Im Herbst 1865 wurde die Bahnhofstrasse zwischen Paradeplatz und Bahnhof dem Verkehr übergeben. Vor allem im mittleren Abschnitt glich sie einer breiten, mit Vorgärten gesäumten Landstrasse, die Wandlung der Bahnhofstrasse vom Wohnquartier zur Geschäftsstrasse erfolgte erst kurz vor dem Ersten Weltkrieg. Auf die vorgesehene Pflästerung wurde vorläufig verzichtet. Um die beidseits der Strasse gepflanzten Linden gegen den Strassenstaub zu schützen, wurden sie mit Körben umgeben. Die mächtigen Mauern des Rennwegbollwerks, ein Relikt der mittelalterlichen Stadtbefestigung, wurden mühevoll erst 1867 vollständig entfernt. An seiner Stelle entstand 1878 das Geschäftshaus «Haus zum Rennwegtor». Den eigentlichen Beginn der Bauentwicklung an der Bahnhofstrasse bildete der Ausbau des letztmals 1856 erweiterten kleinen Bahnhofs zu «einem der schönsten Bahnhöfe Europas». Am 16. Oktober 1871 wurde er eröffnet.

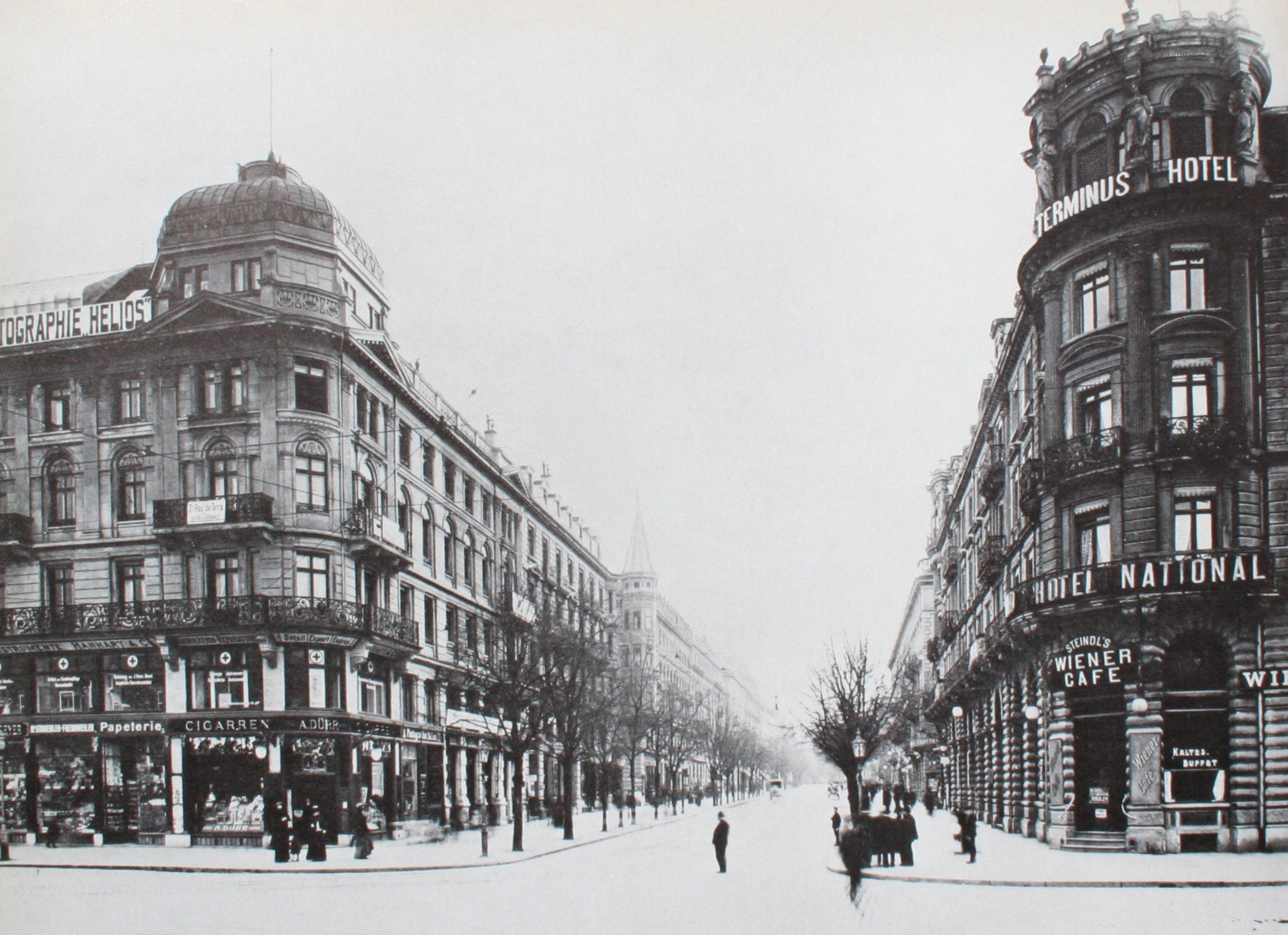
Untere Bahnhofstrasse zu Beginn der 1920er Jahre

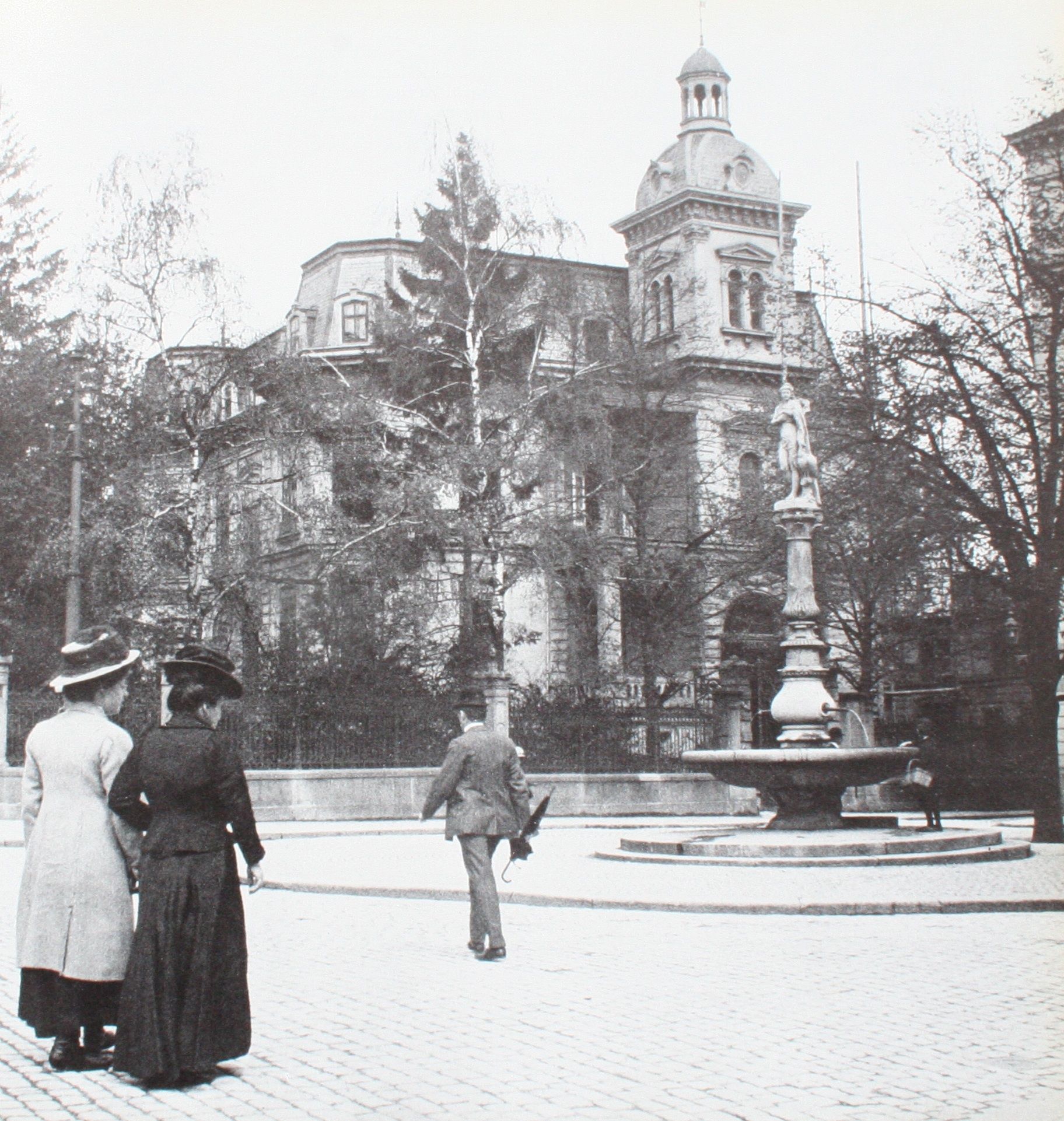
Villa Windegg 1910 an der Bahnhofstrasse

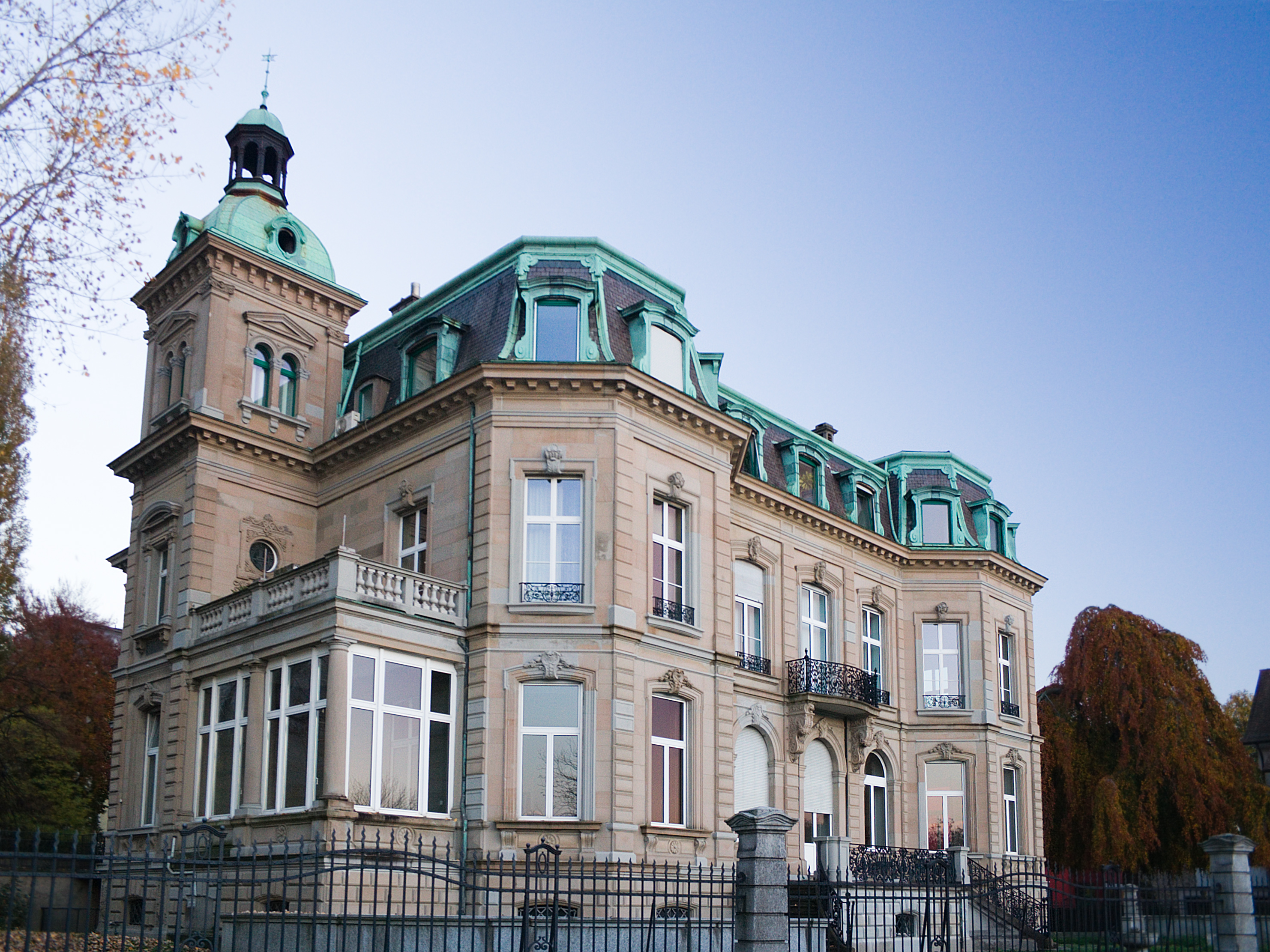
Villa Windegg heute an der Bellerivestrasse (Seefeld)

Der erste Geschäftsmann, der an der noch wenig begangenen Strasse ein modernes Wohn- und Geschäftshaus baute, war der Photograph Johannes Ganz. Beim Aushub wurden die starken Fundamente des 1811 abgebrochenen Augustinerturms entdeckt, welche nur durch Sprengungen beseitigt werden konnten. Aus Sicherheitsgründen verweigerte der Stadtrat die Bewilligung. Ganz, der den Bau beschleunigen wollte, liess den Turm auf eigenes Risiko sprengen, bevor er das Verbot erhalten hatte. Das 1868 erbaute Haus an der Bahnhofstrasse 40 steht heute noch, alle anderen aus dieser Zeit sind längst wieder verschwunden. Markante Privathäuser an der Bahnhofstrasse waren etwa die 1870 erbaute «Villa Windegg» an der Stelle des heutigen Hauses Grieder beim Paradeplatz. Sie wurde 1910 abgebaut und Stein für Stein an der Bellerivestrasse 10 wieder aufgebaut. Ein ähnliches Schicksal erlebte das Patrizierhaus «Zum Brunnen», das 1911 an der Bahnhofstrasse 32 abgetragen und als «Brunnenhof» an der Steinhaldenstrasse 73 wieder aufgebaut wurde. Auch das Haus «Grabenegg» von der Bahnhofstrasse 57 wurde an der Freiestrasse wieder aufgebaut. Die 1862 erbaute klassizistische Villa «Zum neuen Grabenhof» musste 1925 dem Orell-Füssli-Hof weichen. Das Haus «Zum Grabengarten» wurde an die Schweizerische Bankgesellschaft verkauft und 1914 abgerissen. Im «Haus zur Trülle», wo früher Missetäter in einem Drehkäfig ausgestellt wurden, wohnte der Stadtpräsident Melchior Römer. Es lag gegenüber dem Rennwegtor und wurde 1897 abgerissen, zwei Jahre nach Römers Tod. Der «Kleine Farbhof» an der Pelikanstrasse 1 wich 1904 dem bemerkenswerten Jugendstilhaus «Mercatorium», welches wiederum 1954 dem Erweiterungsbau der Bankgesellschaft zum Opfer fiel. Das Haus «Zum Mühlestein» an der Bahnhofstrasse 39, in dem zu Beginn des 19. Jahrhunderts der Weltumsegler und Astronom der russischen Flotte Johann Kaspar Horner gewohnt hatte, musste 1911 einem Geschäftshaus mit dem Café Huguenin, dem späteren «Kranzler», weichen. Am 16. September 1899 wurde das Warenhaus Jelmoli eröffnet. Das Bally-Capitol war der erste moderne Neubau (1966–1968) an der Bahnhofstrasse.
Von den zahlreichen Banken, die bis heute an der Bahnhofstrasse angesiedelt sind, war die Meisenbank die erste. Sie etablierte sich 1872 auf dem Platz vor der alten Hochschule; 1875 bezogen Leu & Cie. ihren ersten Bau. Die Schweizerische Kreditanstalt, die bis 1868 im alten Postgebäude «Zum Zentralhof» untergebracht war, baute von 1873 bis 1876 ihren «Palast» am Paradeplatz, der heute noch steht.

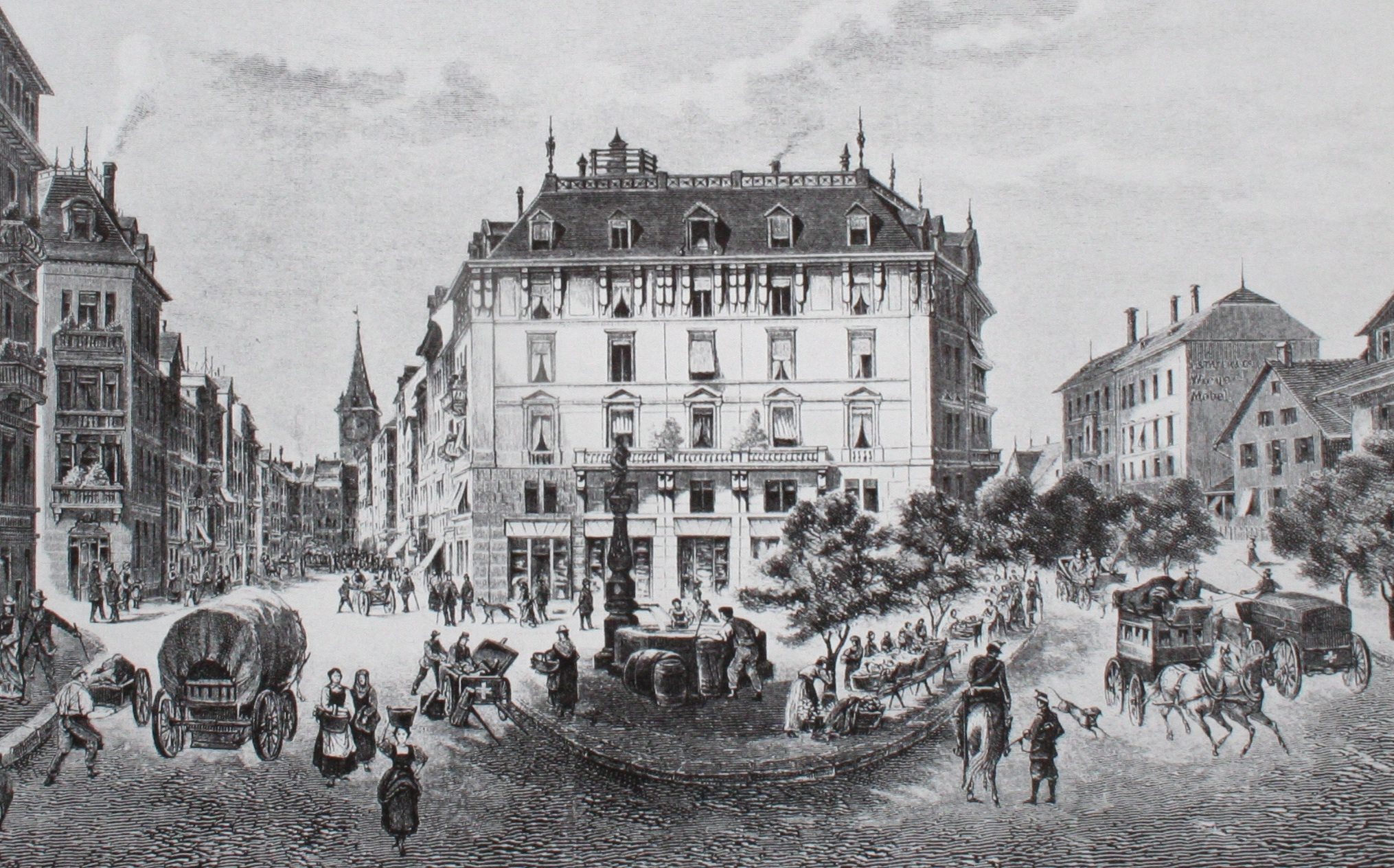
Haus zum Rennwegtor 1880
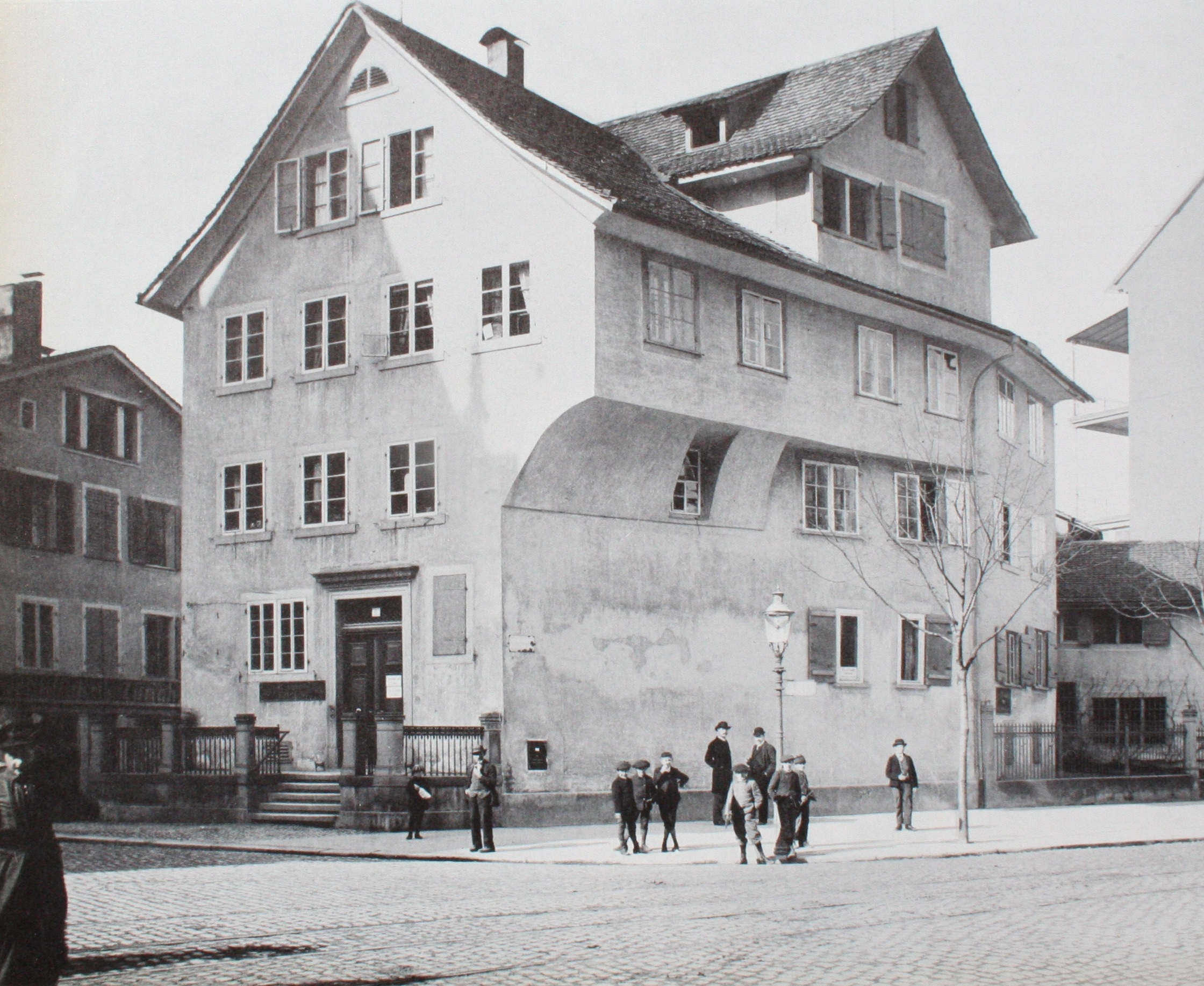
Haus zur Trülle um 1895
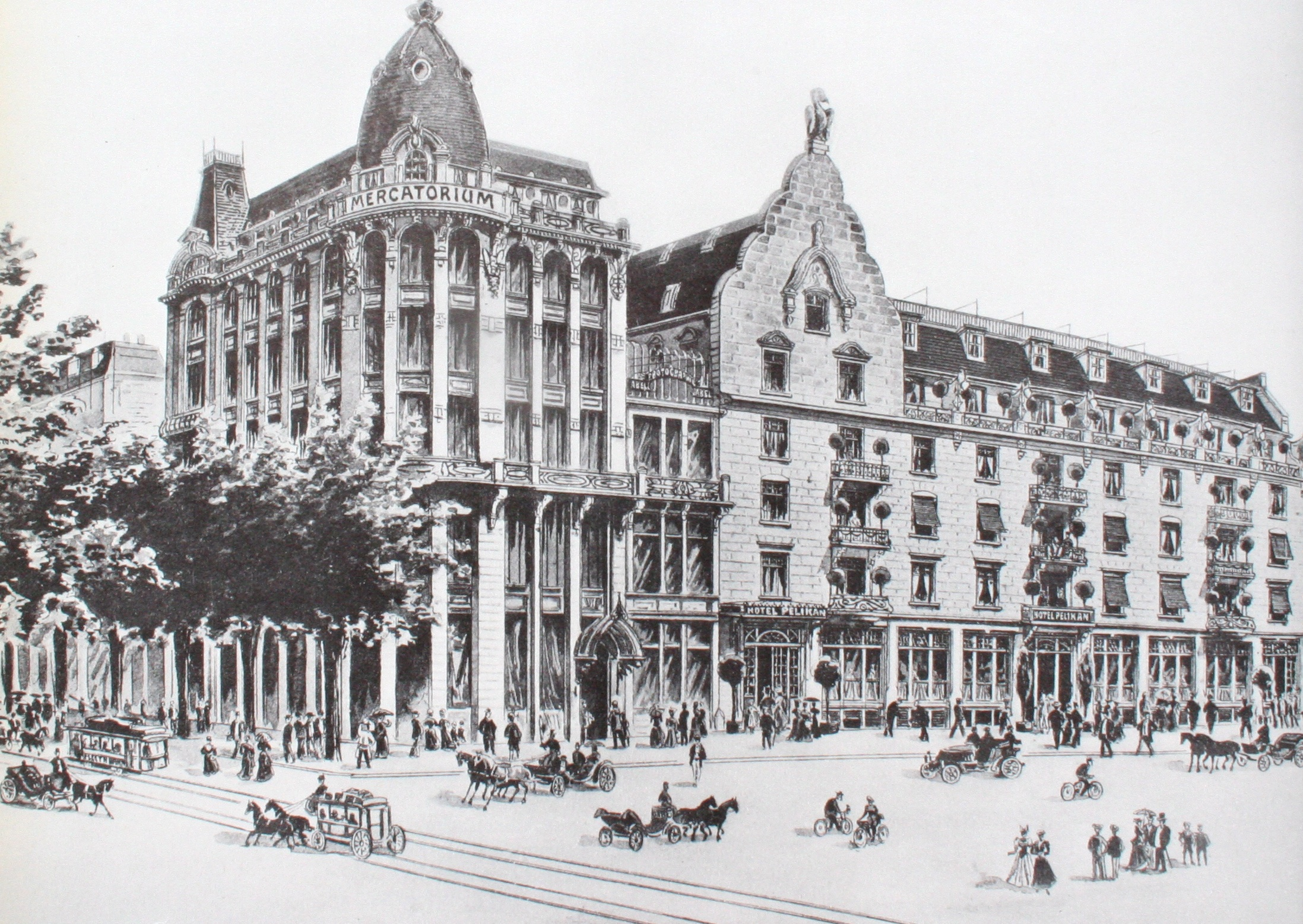
Haus Mercatorium um 1905
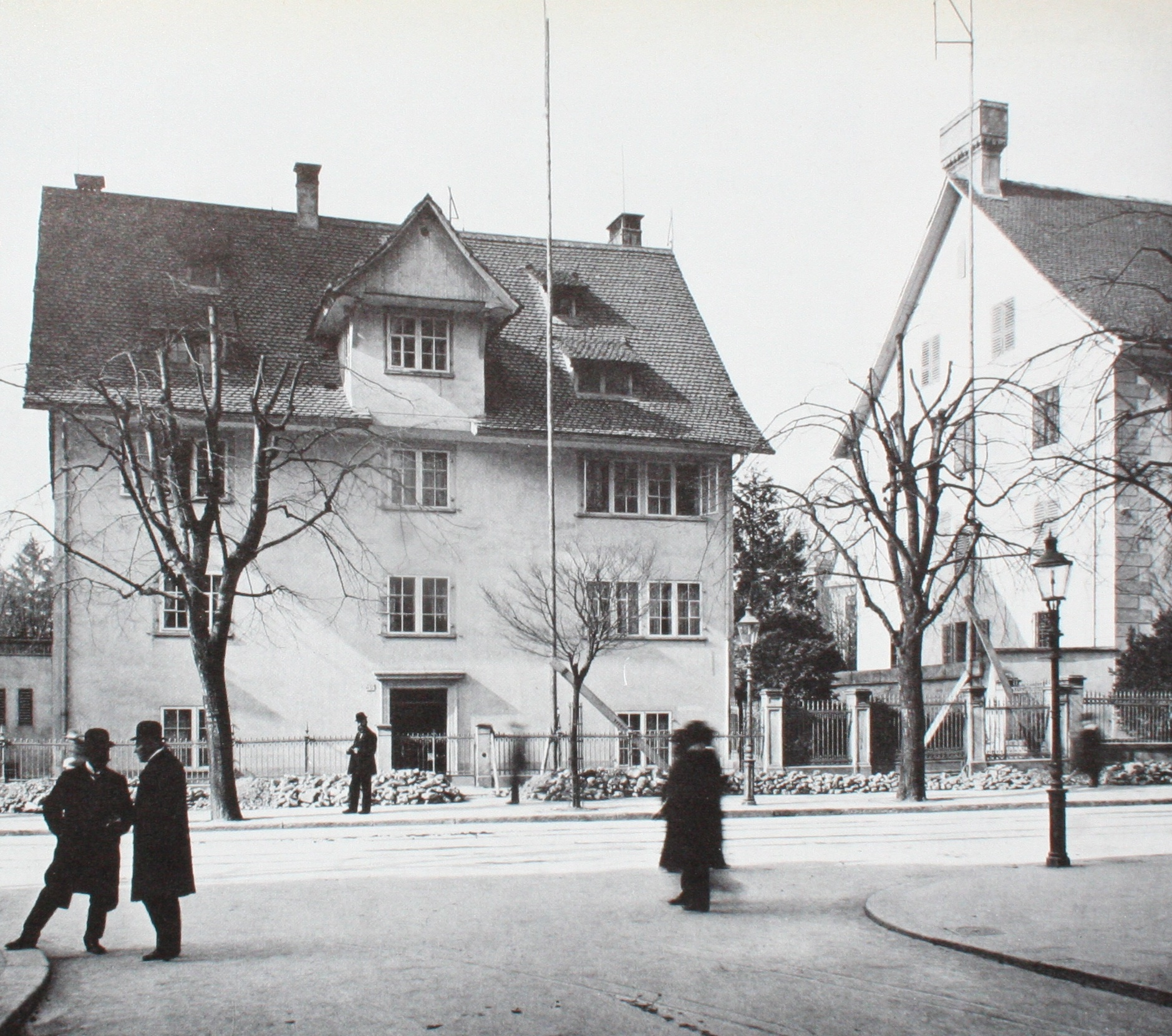
Haus zum Mühlestein 1910
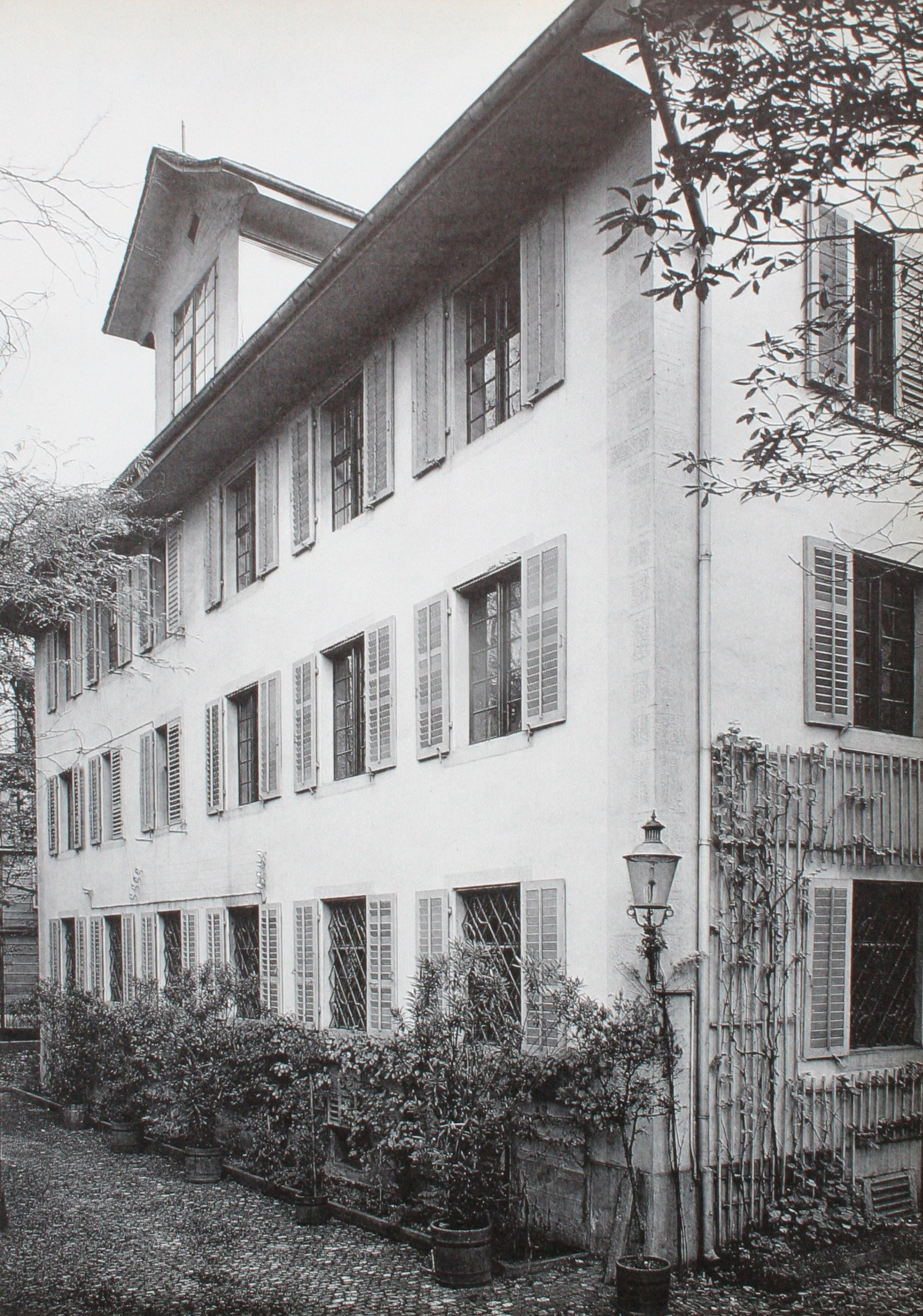
Haus zum Brunnenhof 1911
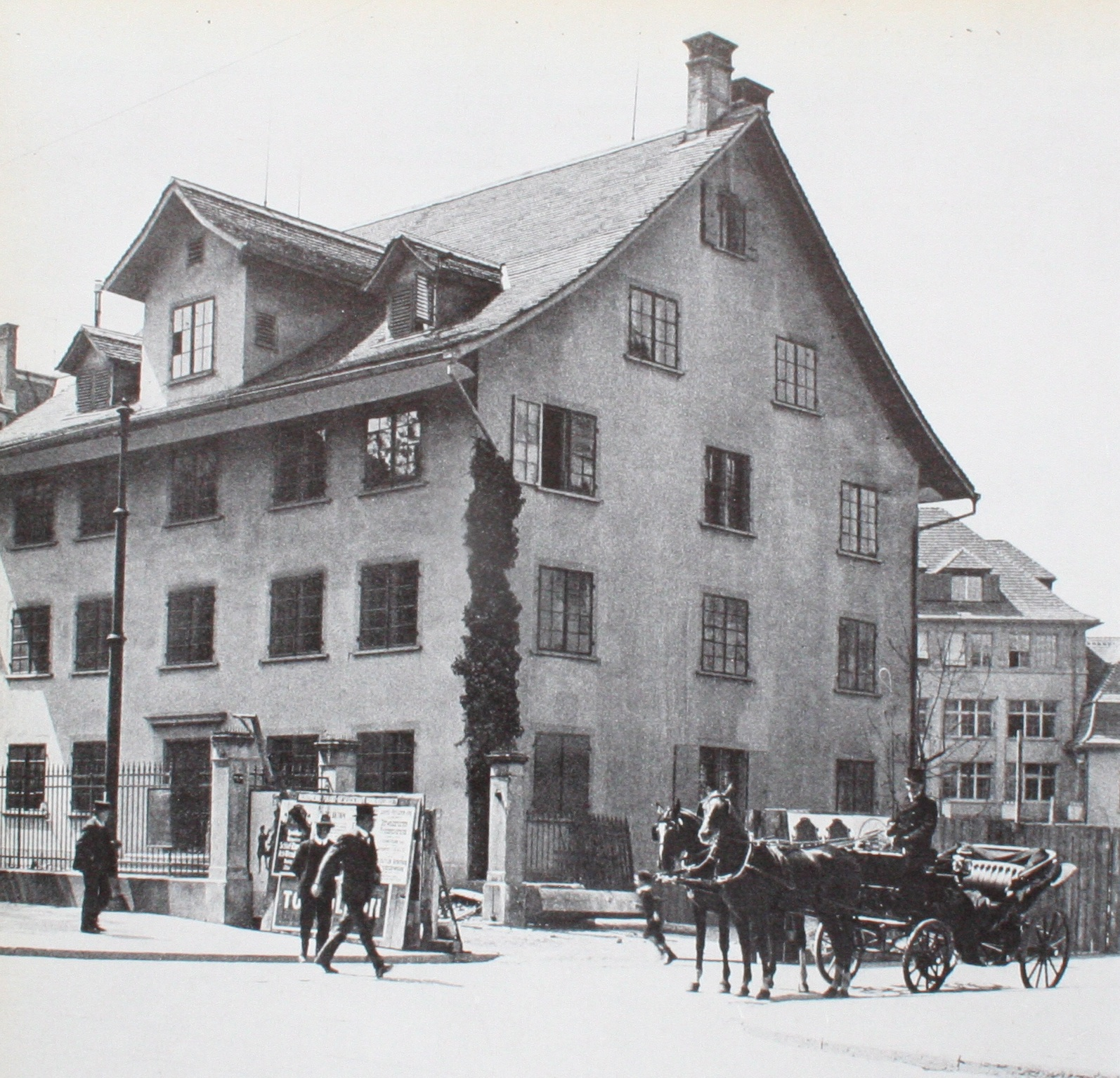
Haus zum Graben 1911
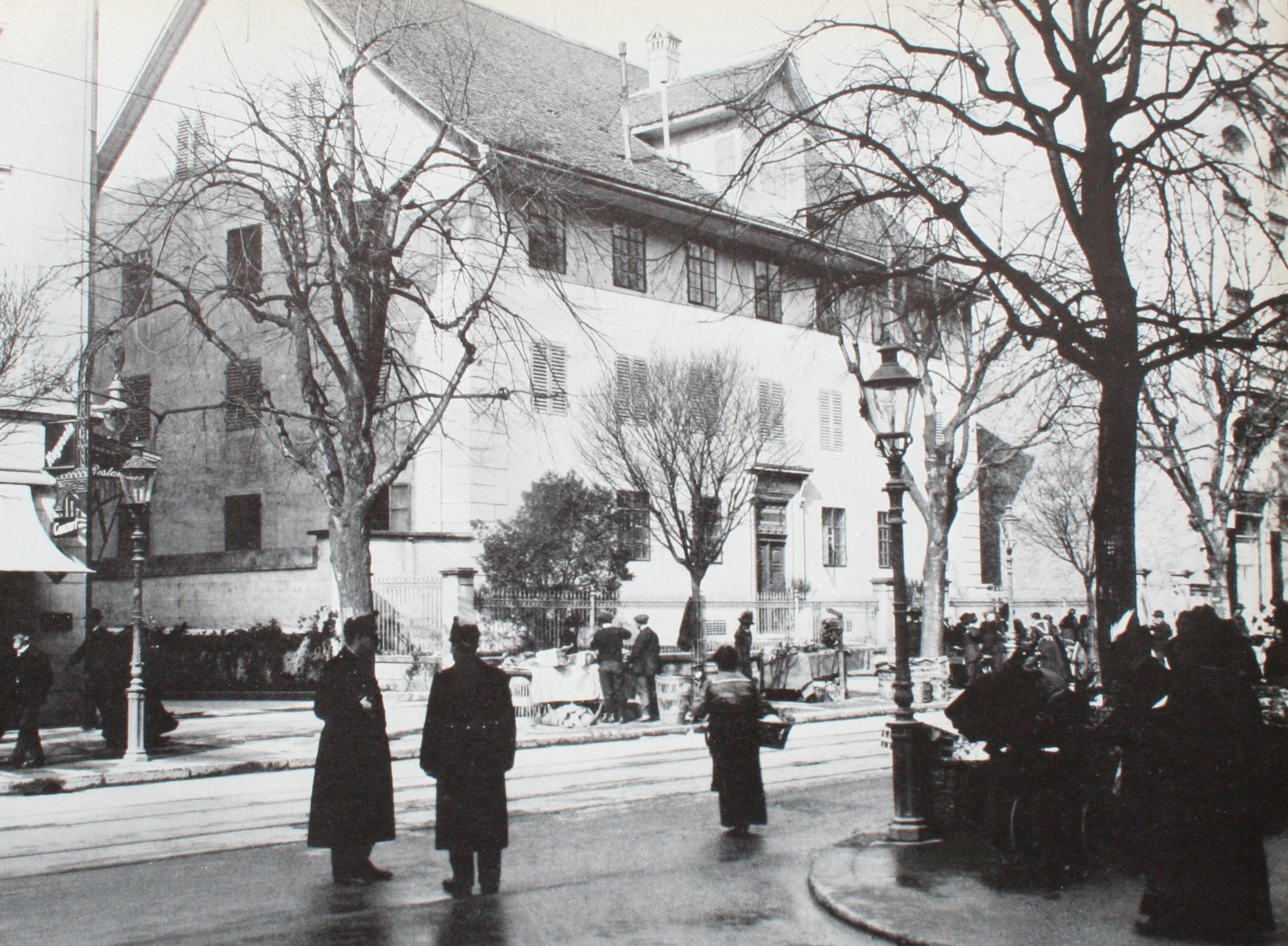
Haus zum Grabengarten um 1912
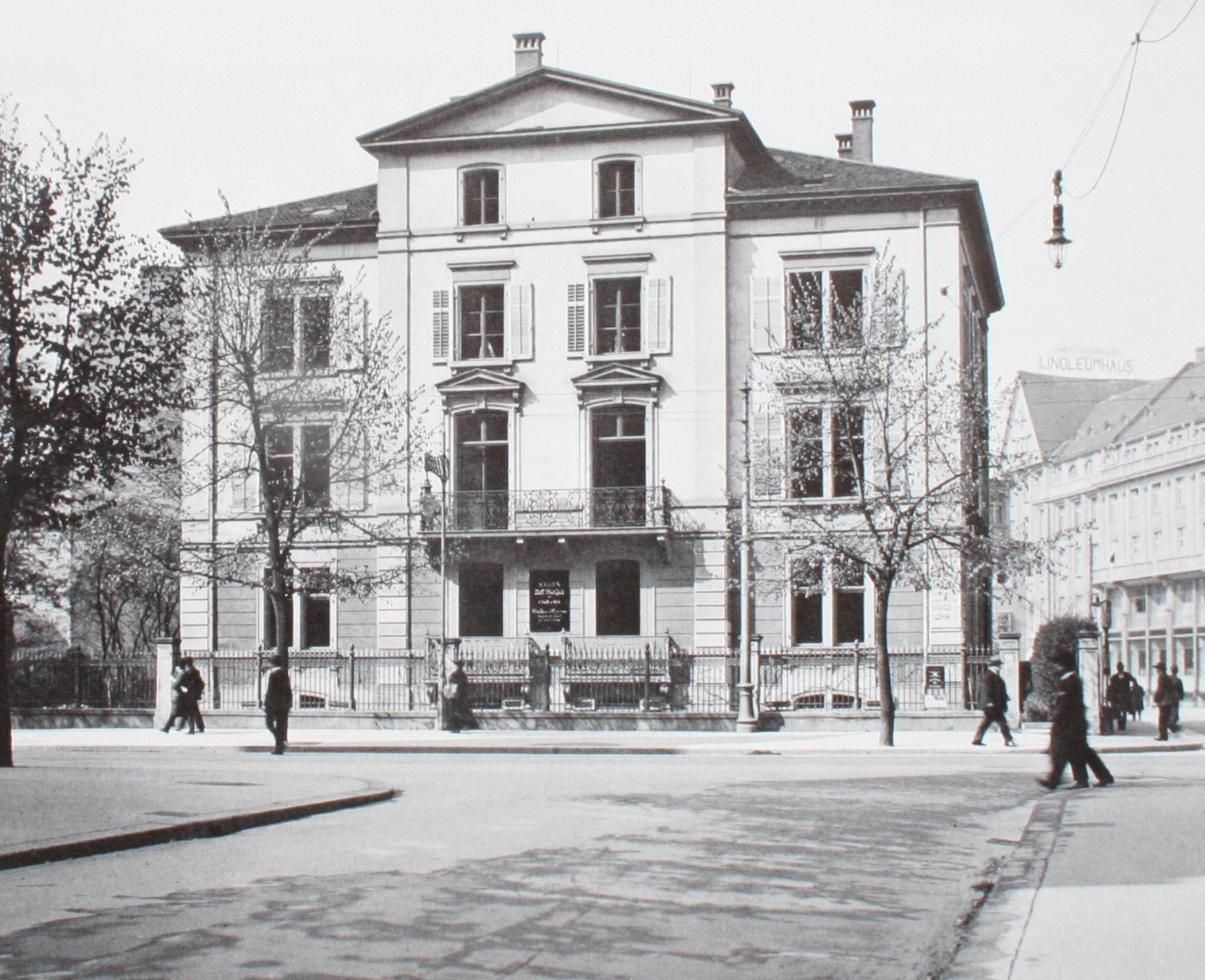
Haus zum Grabenhof 1918

### Obere Bahnhofstrasse

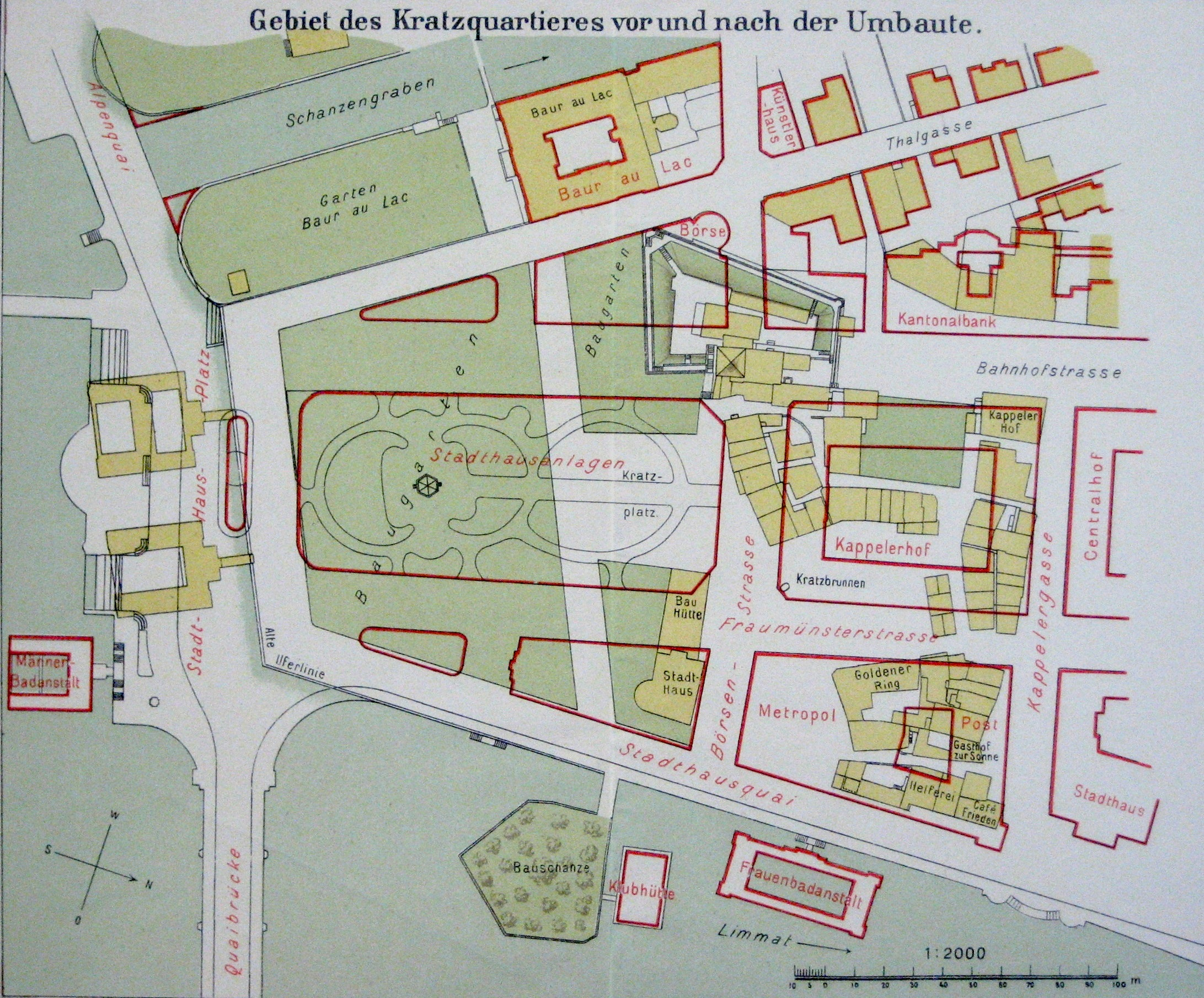
Situationsplan des Gebiets der oberen Bahnhofstrasse; vor und nach den Umbauten

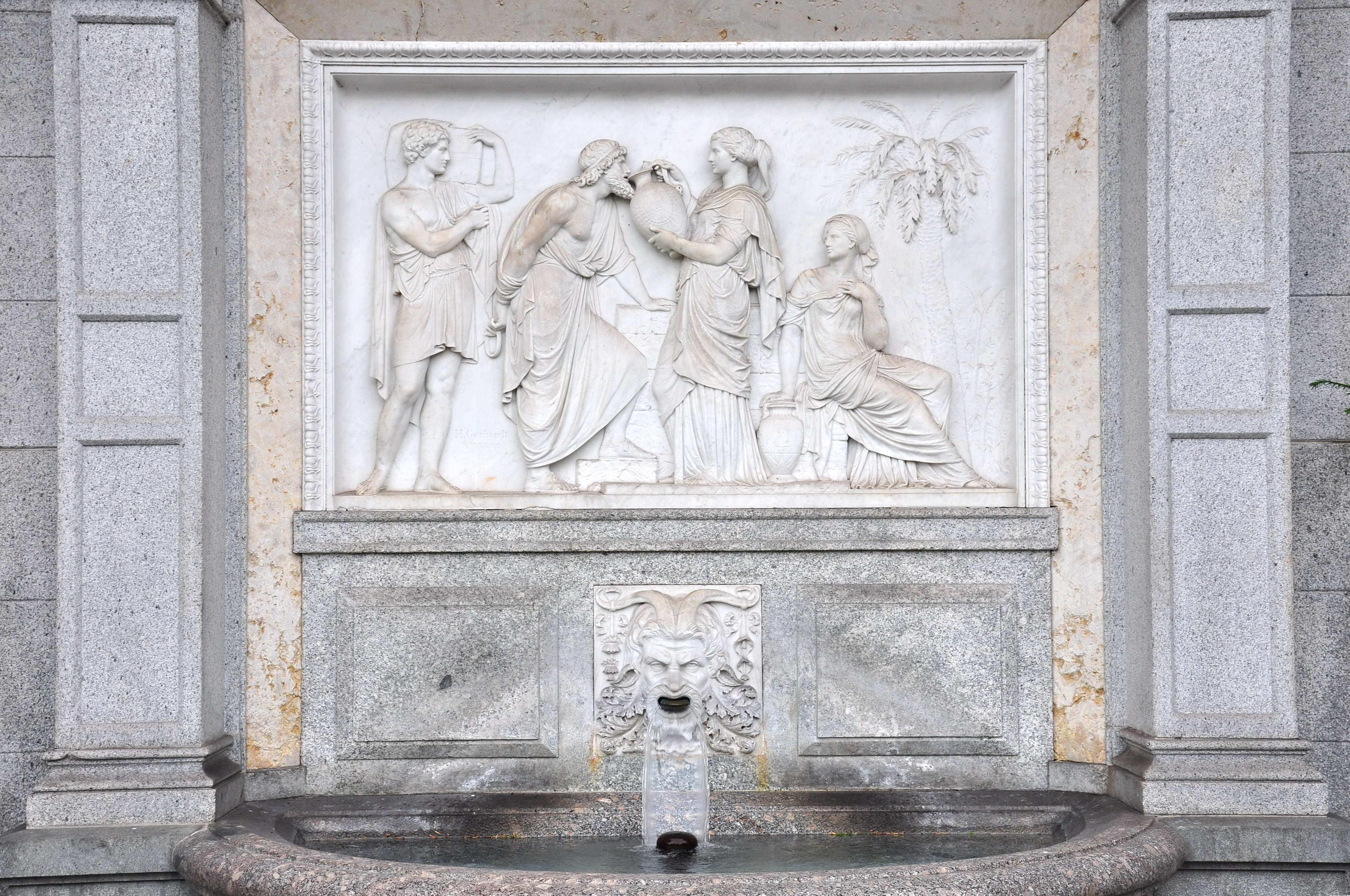
Rebekka-Brunnen von Heinrich Gebhardt, 1880, seit 1908 an der Bahnhofstrasse

Nach dem Bau der mittleren und unteren Bahnhofstrasse wurde in den frühen 1880er Jahren der obere Teil zwischen Paradeplatz und Zürichsee gebaut. Als Hindernis für die Verlängerung der Strasse zum See erwies sich der Baugarten auf der Kreuzung mit der heutigen Börsenstrasse. Der Baugarten war ein beliebter Treffpunkt und Sitz der Baugartengesellschaft, einer Vereinigung angesehener Bürger. Sein Wahrzeichen war der Kratzturm, ein Teil der alten linksufrigen Stadtbefestigung. Vor allem die Baugartengesellschaft wehrte sich gegen den Bau der oberen Bahnhofstrasse und wollte die Stadt an unvorsichtigem, raschem Vorgehen in der Bauentwicklung hindern. Die Stimmbürger hingegen entschieden sich für den Bau der Fortsetzung der Bahnhofstrasse. Eine Petition der Baugartengesellschaft, die den Räumungstermin hinausschieben wollte, wurde abgewiesen. Den Ausschlag zum Bau des Strassenstücks gab das Projekt des Baus der Alten Börse: Ein Privatmann war bereit, dafür Fr. 500'000 zu spenden, sofern mit dem Bau innert kürzester Zeit begonnen wurde. Die Abbrucharbeiten am Baugarten begannen im Frühling 1877.
Mit dem Bau des heute noch bestehenden Sprünglihauses an der Ecke zum Paradeplatz wurde 1856 begonnen. 1877 bis 1880 entstand die Alte Börse. Daneben baute der preussische Seidenfabrikant und Kunstmäzen Karl Gustav Henneberg 1882 sein palastähnliches Geschäftshaus. Das 1878/79 erstellte Häuserviereck «Kappelerhof» reichte weit ins ehemalige Kratzquartier hinein. Das dazugehörige neue prunkvolle Haus «Gryffenberg» mit einem turmartigen Eckerker an der Ecke Bahnhofstrasse/Börsenstrasse gehörte dem Verwaltungsratspräsidenten der Nordostbahn Adolf Guyer-Zeller. Die Bezeichnung «Gryffenberg» erinnerte den Bauherrn an seine Jugendzeit, wo er in Bauma oft die gleichnamige Burgruine besucht hatte. Im Erdgeschoss des Hotels Baur am Paradeplatz, das sich zur Unterscheidung vom «Baur au Lac» jetzt «Baur en Ville» nannte, richtete Anfang 1914 der Taschenuhrenfabrikant Cäsar Türler seine Horlogerie soignée ein.

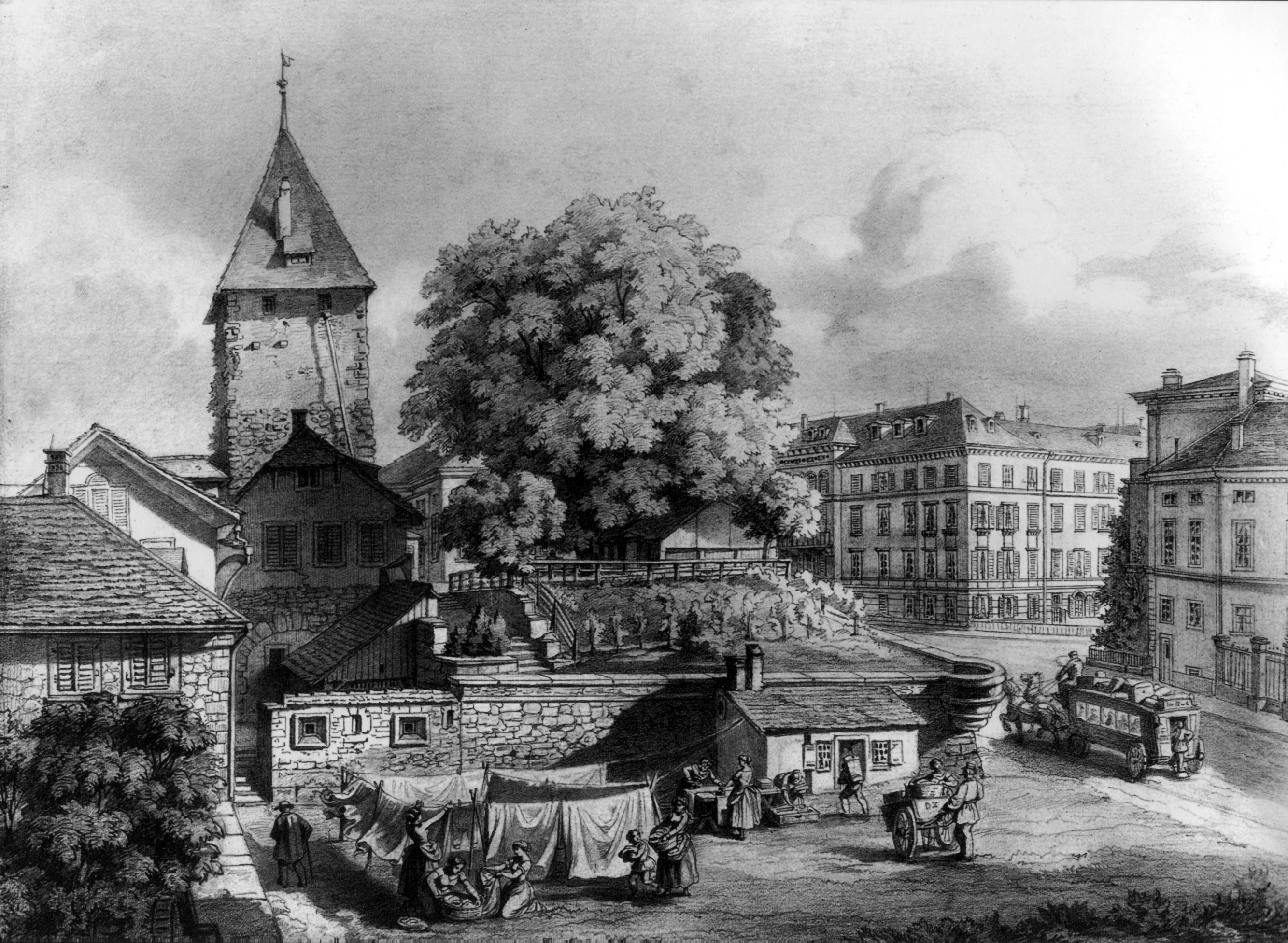
Baugarten und Kratzturm um 1871. Rechts das Hotel Baur au Lac
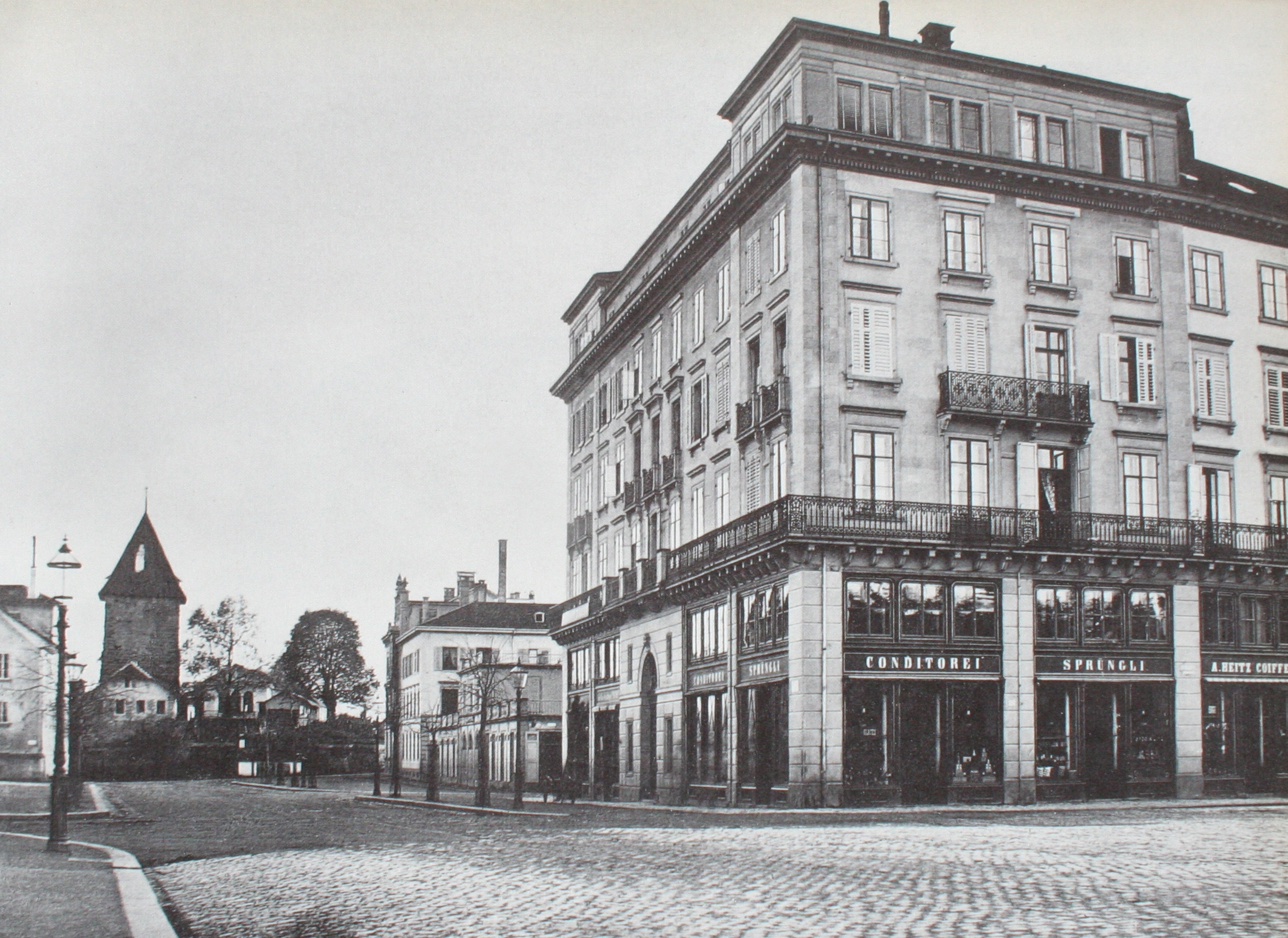
Obere Bahnhofstrasse 1870. Rechts das Sprünglihaus, hinten Baugarten und Kratzturm
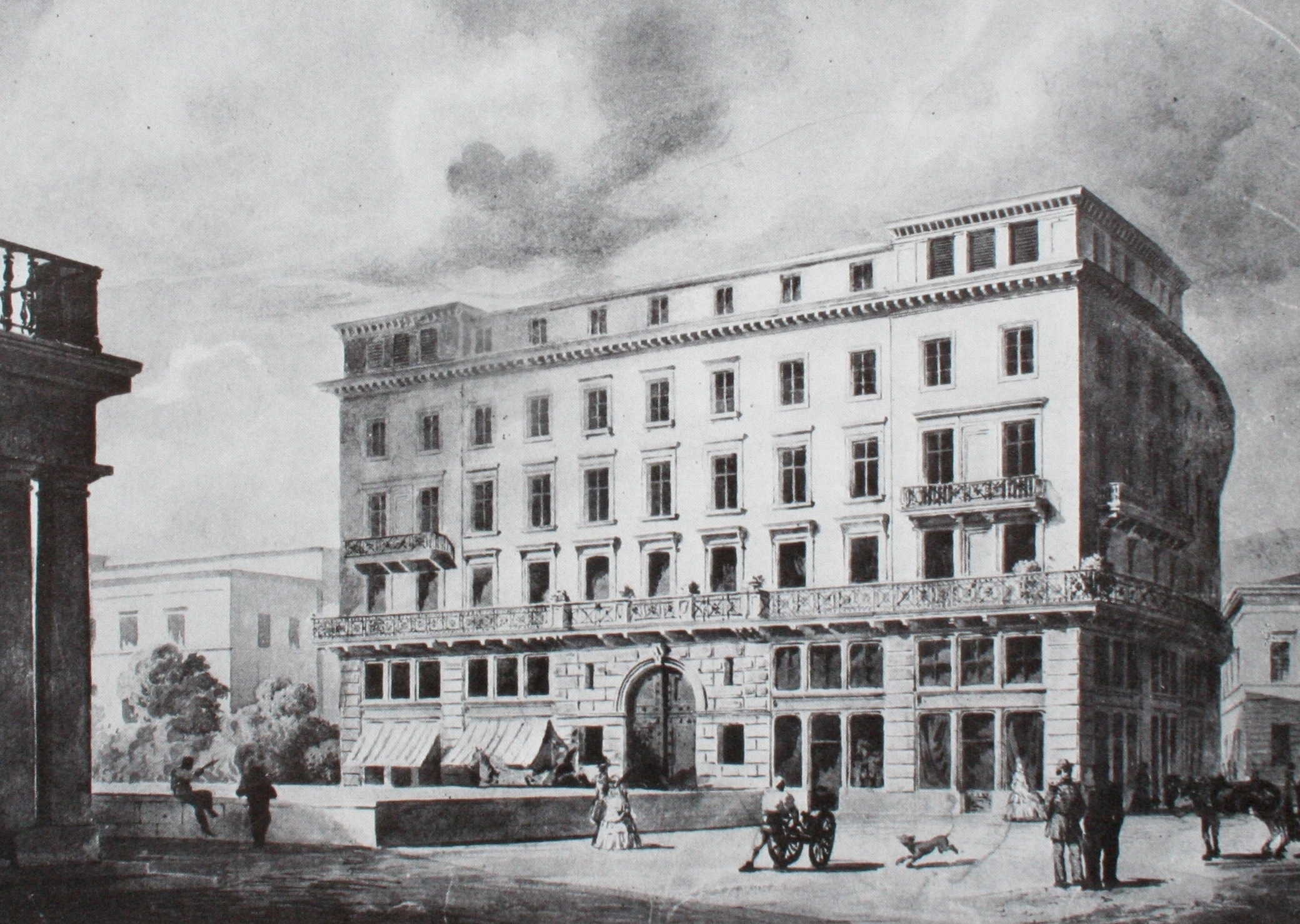
Sprünglihaus 1857
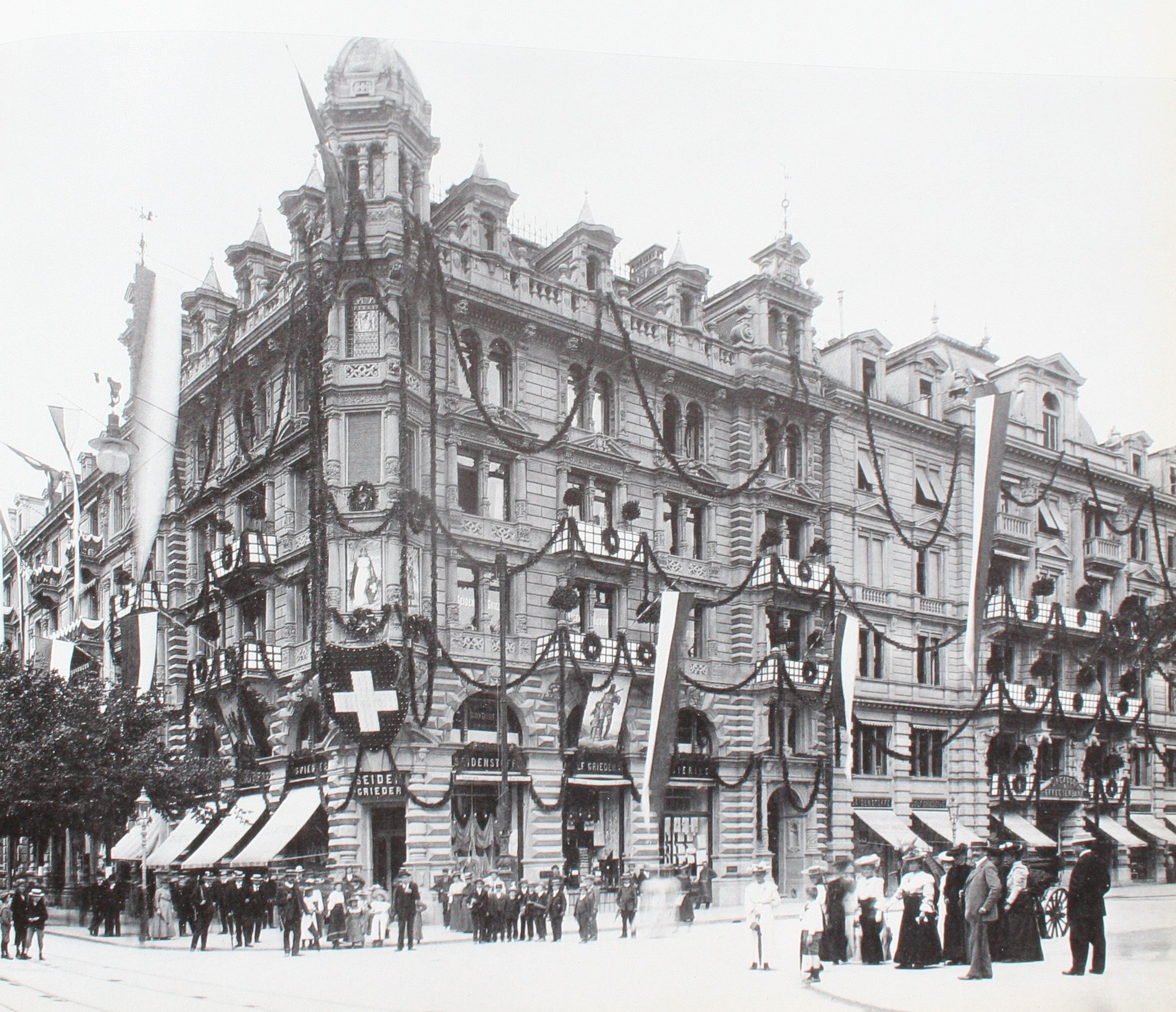
Haus zum Gryffenberg 1907
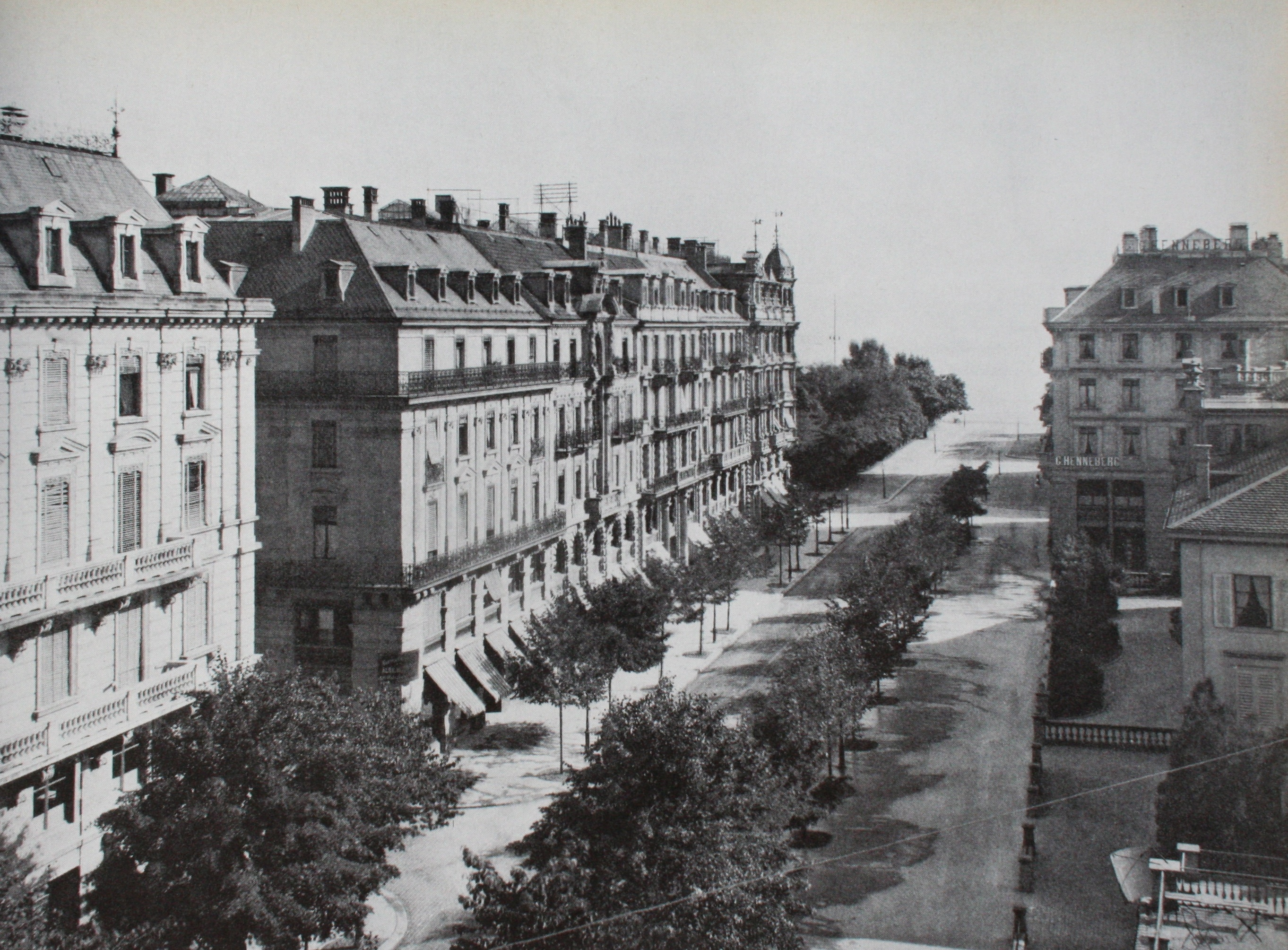
Obere Bahnhofstrasse um 1900
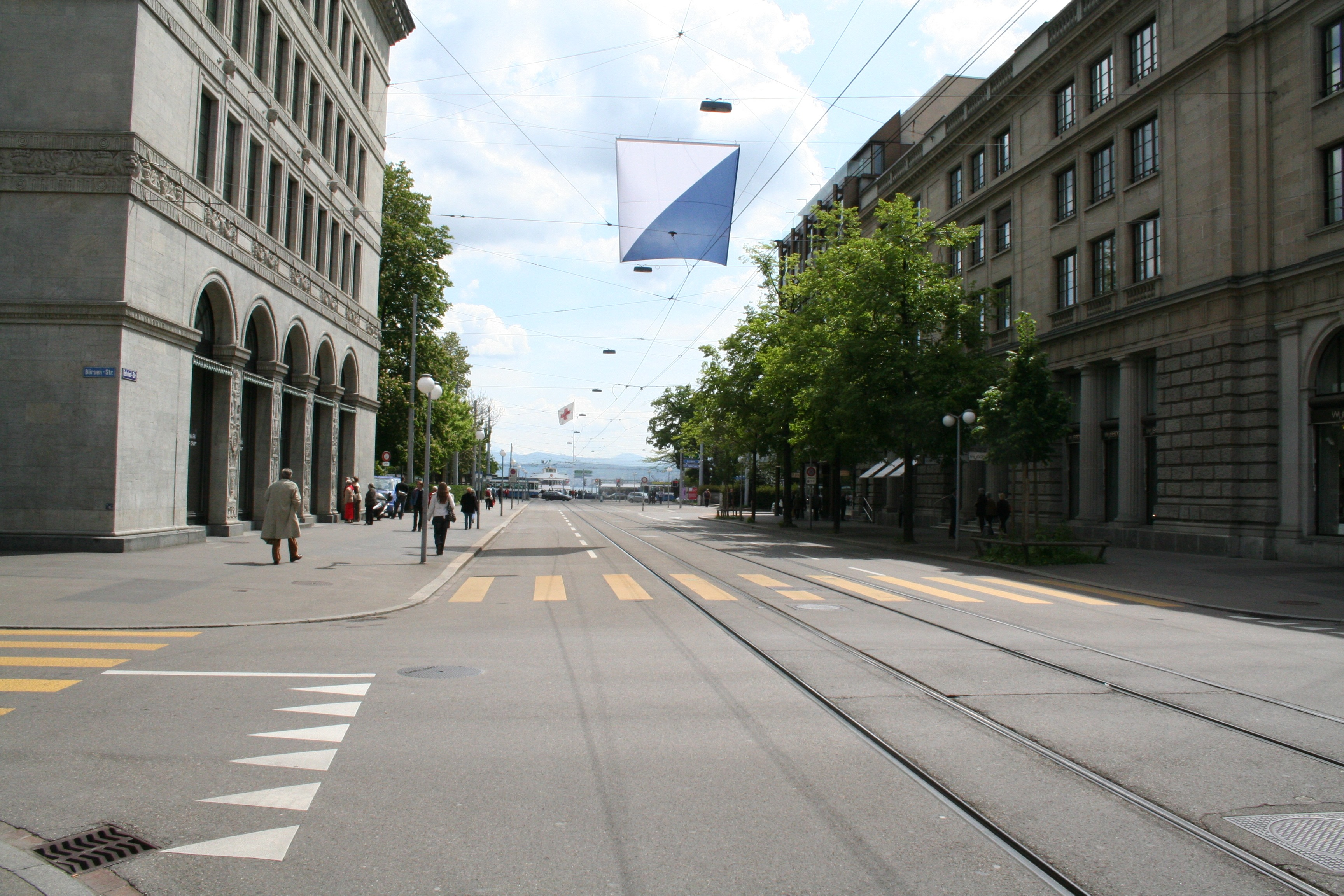
Obere Bahnhofstrasse 2009

## Weihnachtsbeleuchtung

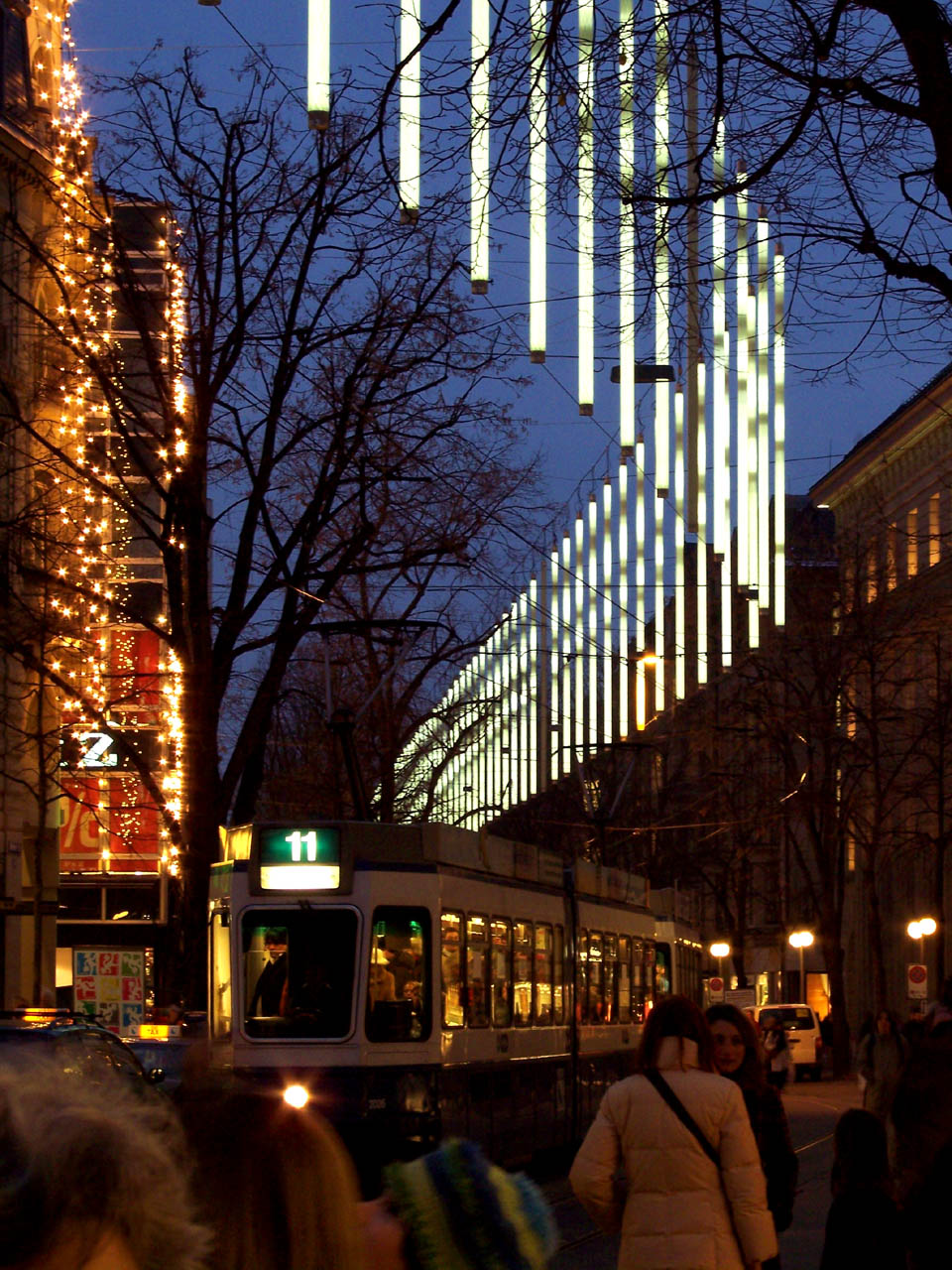
Weihnachtsbeleuchtung «The World’s Largest Timepiece» 2005–2009

1971 erhielt die Bahnhofstrasse erstmals eine einheitliche Weihnachtsbeleuchtung, welche 20'640 Lämpchen an 215 Girlanden mit je zwölf 2,5 Meter langen Lichterketten mit je acht Lampen hatte.
Am 23. November 2005 wurde der bisherige Lichterbaldachin nach 34 Jahren abgelöst: Aus rund 60 Architektenteams aus der ganzen Welt hatten zehn ein Wettbewerbsprojekt einreichen können. Die Jury erklärte die beiden Zürcher Architekten Fabio Gramazio und Matthias Kohler mit dem Projekt: «The World’s Largest Timepiece» (der Welt grösstes Uhrwerk) zum Sieger. 275 Leuchtstäbe mit insgesamt fast 250'000 einzelnen Lichtquellen bildeten ein 1,4 Kilometer langes Lichtband, das sich vom Bahnhofplatz bis zum See erstreckte. Ein eigens für diese Beleuchtung entwickeltes Computerprogramm steuerte die Lichtquellen und sorgte für immer wieder neue Eindrücke und Stimmungen. Bei Grossteilen der Bevölkerung und bei vielen Touristen vermochte die neue Beleuchtung aber keine weihnachtliche Stimmung zu wecken. Die Leuchtstäbe wurden wegen der vielen Kritik im Jahr 2009 letztmals eingesetzt und danach veräussert.
Ende November 2010 wurde erstmals die neue Weihnachtsbeleuchtung «Lucy» in Betrieb gesetzt. Sie besteht aus kleinen, verschiedenfarbigen Lichtern, die in mehreren horizontalen Lagen über der ganzen Strassenbreite hängen.

## Bebauung

### Hauptbahnhof und Bahnhofsplatz

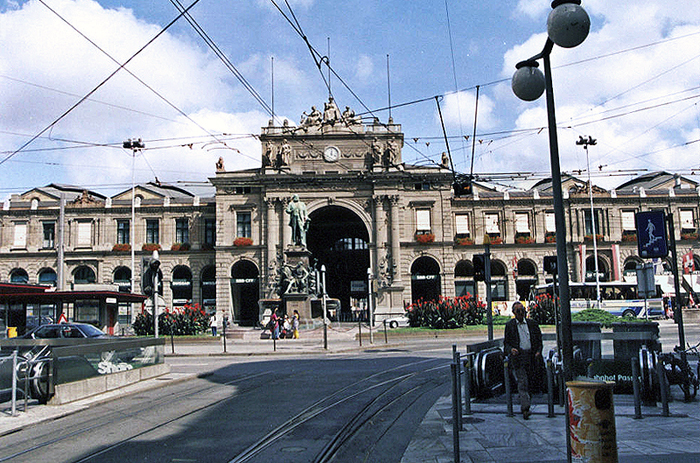
Der Bahnhofplatz und der Hauptbahnhof von der Bahnhofstrasse ausgesehen

Der langgezogene, rechteckige Bahnhofplatz entstand anlässlich der Planung des Bahnhofquartiers und des Baus des Hauptbahnhofes und wurde 1871 vollendet. Gustav Albert Wegmann erbaute am damaligen nordwestlichen Stadtrand den ersten Bahnhof der Stadt Zürich – als Endstation der am 9. August 1847 eröffneten Spanisch-Brötli-Bahn. 1871 wich der Bahnhof einem vom Architekten Jakob Friedrich Wanner gestalteten Neubau an der gleichen Stelle, um den gestiegenen Verkehrsbedürfnissen Rechnung zu tragen. Sein Haupteingang war ein Triumphbogen am Ende der damals neuen Bahnhofstrasse. Davor, in der Achse der Bahnhofstrasse, steht das Denkmal des Eisenbahnpioniers Alfred Escher. Westlich davon liegt die Tramhaltestelle Bahnhofplatz. Das heutige Aussehen erhielt der Bahnhofplatz mit den 1970 abgeschlossenen Bauarbeiten. Er ist seither stark vom Verkehr geprägt: Vier parallele Tramgleise, die Tramhaltestelle und die vierspurige Strasse nehmen grosse Teile des Platzes ein.

### Pestalozziwiese

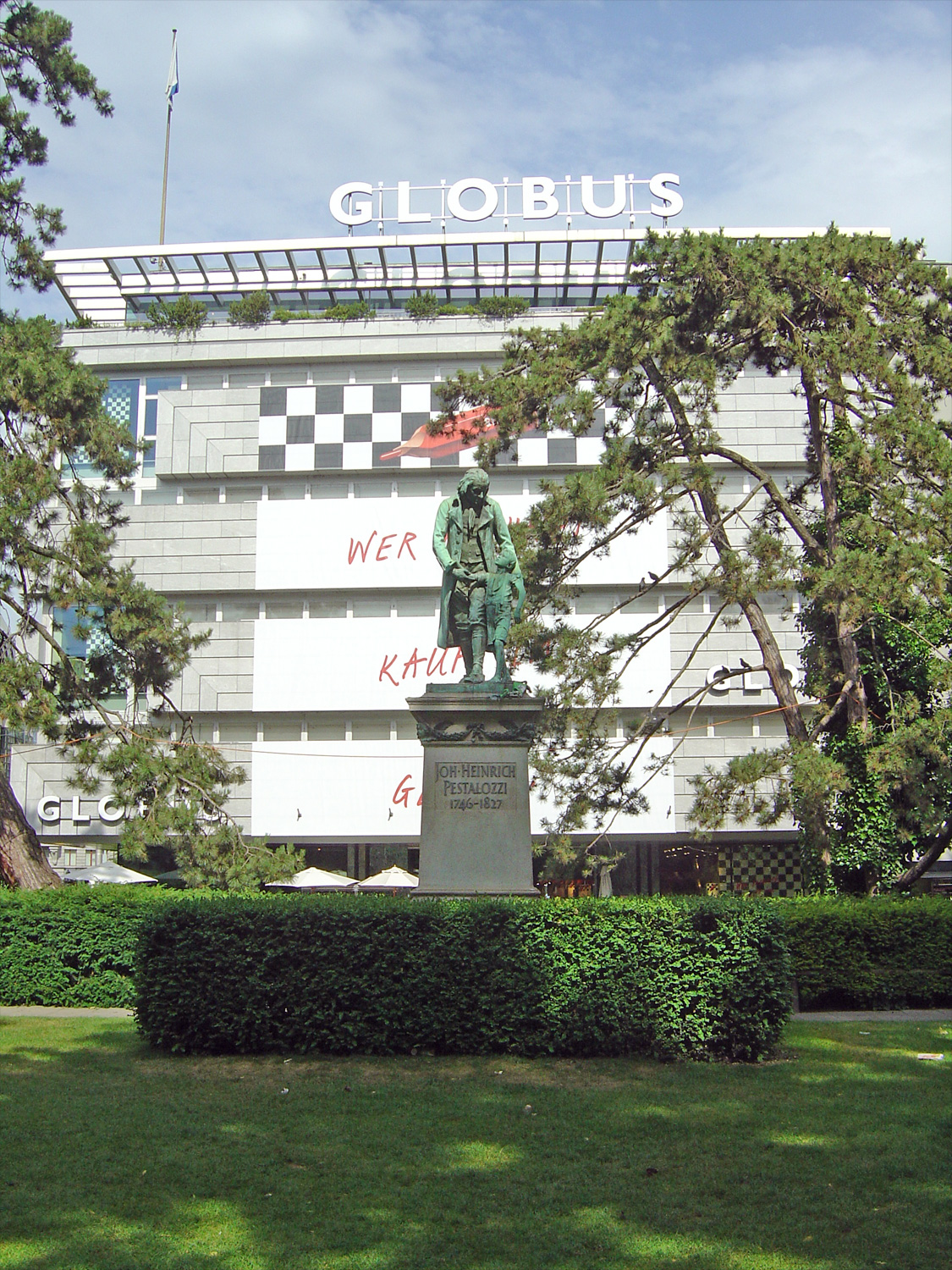
Denkmal für Johann Heinrich Pestalozzi von Hugo Siegwart auf der Pestalozziwiese vor dem Warenhaus Globus

Die Pestalozzi-Anlage ist ein kleiner, nach Johann Heinrich Pestalozzi benannter Park. Die Pestalozziwiese war bis etwa 1860 die Hinrichtungsstätte der Stadt Zürich. 1899 schuf Hugo Siegwart das Pestalozzi-Denkmal, das in der Anlage vor dem später abgebrochenen Schulhaus aufgestellt wurde. 1968 wurde das Warenhaus Globus errichtet.
Da die Pestalozzi-Anlage den aktuellen  Anforderungen nicht mehr gerecht wurde, wurde Anfang 21. Jahrhundert eine Umgestaltung angeregt. Für die Verkehrsführung rund um die Anlage sollten neue Lösungen gefunden werden. Im Mai 2007 wurde das Siegerprojekt eines Projektwettbewerbes bekanntgeben. Der für 2012 geplante Umbau wurde nie in Angriff genommen. 2025 wurde der kleine Park saniert und ökologisch aufgewertet.

### Pavillon-Skulptur von Max Bill

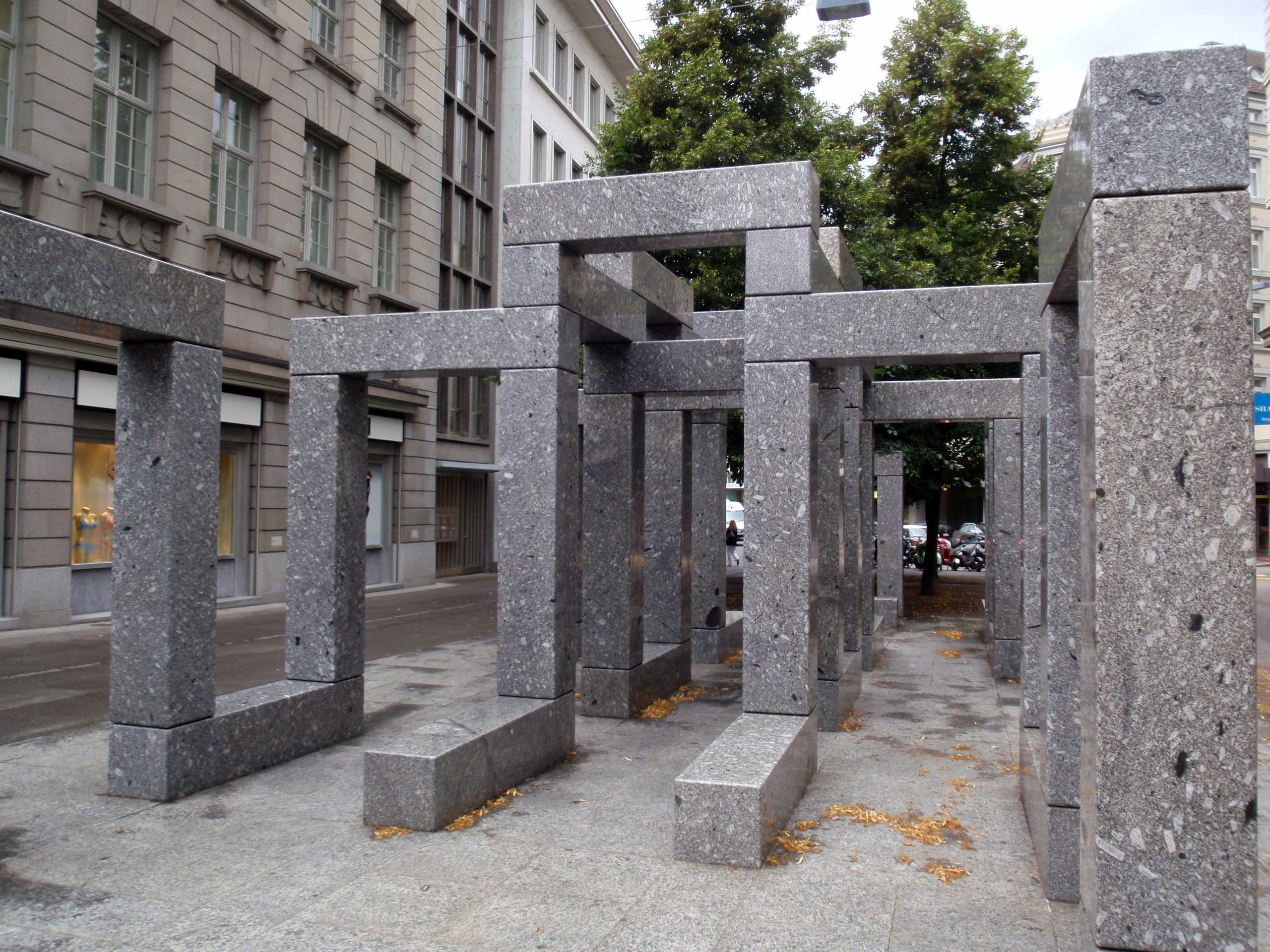
Pavillon-Skulptur aus Granit von Max Bill, 1983

Der Schweizer Künstler Max Bill schuf 1983 die begehbare Pavillon-Skulptur, ein Beispiel für klare Linien. Die streng konzipierte, von Logik und Klarheit geprägte Konstruktion aus hochpolierten, grauen Granitelementen war anfänglich äusserst umstritten. Sie steht an der Bahnhofstrasse neben dem Zürcher Hauptsitz der Grossbank UBS.

### Brunnenwibli

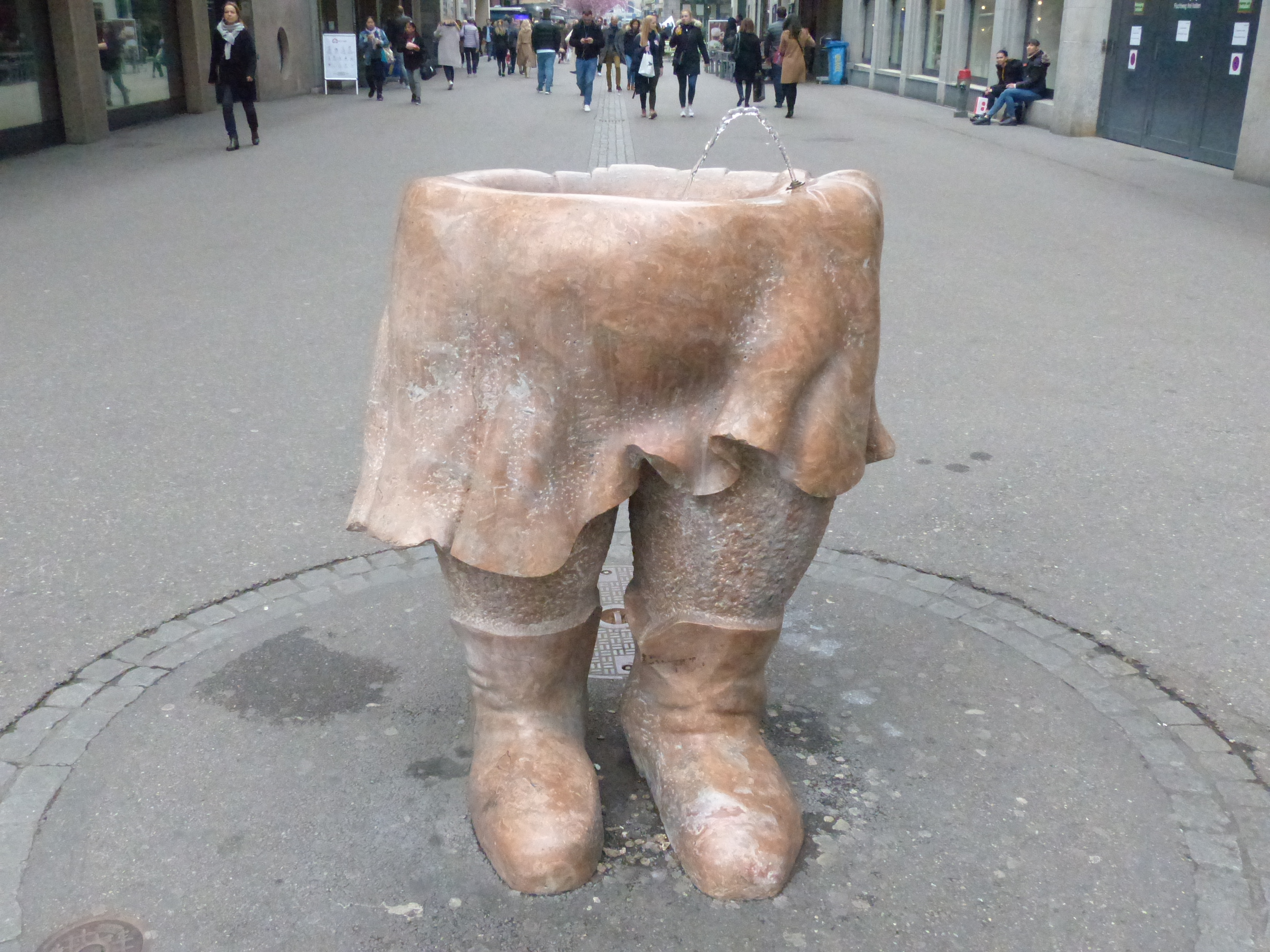
Brunnenwibli von Peter Meister, 1986, Bahnhofstrasse 75

1986 wurde das Brunnenwibli des Bildhauers Peter Meister eingeweiht. Er liess sich von der Form eines barocken weiblichen Unterleibs inspirieren. Das Kunstwerk aus Marmor wurde lange Zeit kontrovers besprochen.

### Paradeplatz
Der Paradeplatz liegt an der Bahnhofstrasse im Quartier City in Zürich. Er ist ein Knotenpunkt für die Tramlinien 2, 6, 7, 8, 9, 11 und 13.

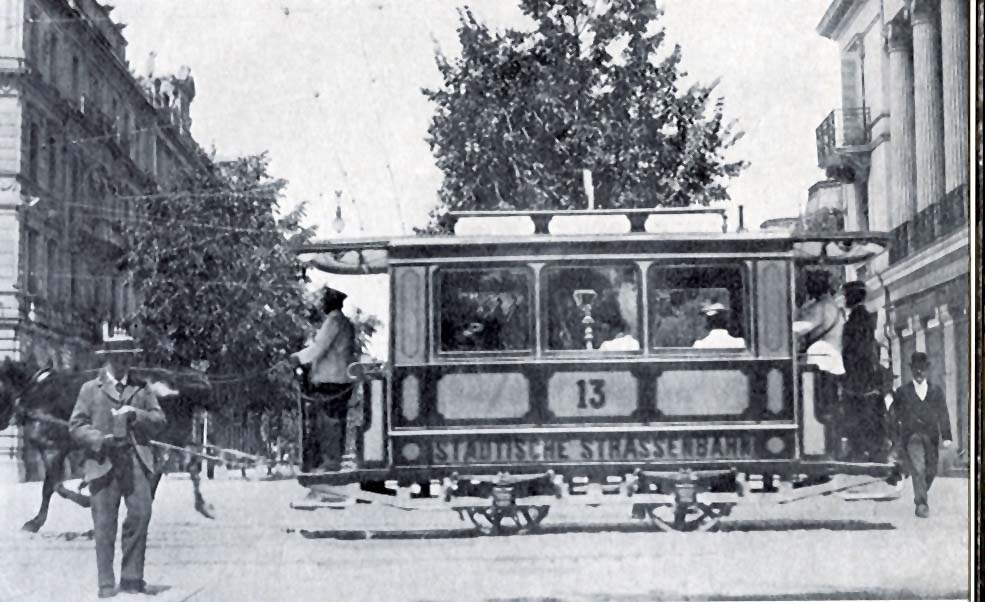
«Rösslitram» am Paradeplatz, Ende des 19. Jahrhunderts

1642 wurde eine neue Stadtbefestigung für Zürich errichtet. Der Platz rückte damit in die Stadt hinein und wurde belebter. 1819 erhielt der damals namenlose Platz den Namen «Neumarkt». Erst 1865 wurde er in Paradeplatz umbenannt. Zwei Rösslitram-Linien führten 1882 erstmals über den Paradeplatz, die Linien Tiefenbrunnen–Nordostbahnhof–Paradeplatz–Enge und Helmhaus–Paradeplatz–Aussersihl. Das erste elektrische Tram fuhr erst 1897 über den Paradeplatz. 1900 wurde der gesamte Platz umgebaut, als zwischen Mitte Juni und Anfang Oktober die Rösslitramstrecken elektrifiziert und auf Meterspur verschmälert wurden. Im Jahr 2000 wurde der Platz totalsaniert.

## Bahnhofstrasse als Sitz bekannter Firmen

### Banken und Warenhäuser
UBS, Julius Bär, Zürcher Kantonalbank und Schweizerische Nationalbank haben ihren Sitz an der Bahnhofstrasse bzw. am Paradeplatz, dort befinden sich das Verwaltungsgebäude der UBS (Zürcher Sitz des früheren Schweizerischen Bankvereins) und das Portal des einstigen Hauptgebäudes der ehemaligen Credit Suisse.
Zudem befinden sich grosse Warenhäuser wie Globus, Manor (bis Ende Januar 2020 und voraussichtlich wieder ab 2027), Jelmoli (bis Ende Februar 2025) und Coop (im ehemaligen St. Annahof) an der Bahnhofstrasse.

### Internationale Luxusmarken
Da sich praktisch nur noch internationale Luxuslabels und Uhrenmarken einen Standort an der Bahnhofstrasse leisten können, sind sie hier und an den Querstrassen zahlreich vertreten. Dazu gehören hochpreisige Mode- und Accessoiresmarken wie Giorgio Armani, Bally, Christian Dior, Salvatore Ferragamo, Hermès und Ermenegildo Zegna sowie Uhren- und Schmuckgeschäfte wie Beyer Chronometrie, Bucherer, Blancpain, Bulgari, Cartier oder Tiffany.
Durch die Anhäufung von internationalen Ketten wurden und werden Traditionsgeschäfte wie das Spielwaren-Fachgeschäft Franz Carl Weber oder Türler Uhren & Juwelen, den Entwicklern der Türler-Uhr, von der Bahnhofstrasse verdrängt. Franz Carl Weber zog Ende 2016 an den Bahnhofplatz beim Hauptbahnhof.

## Verkehr

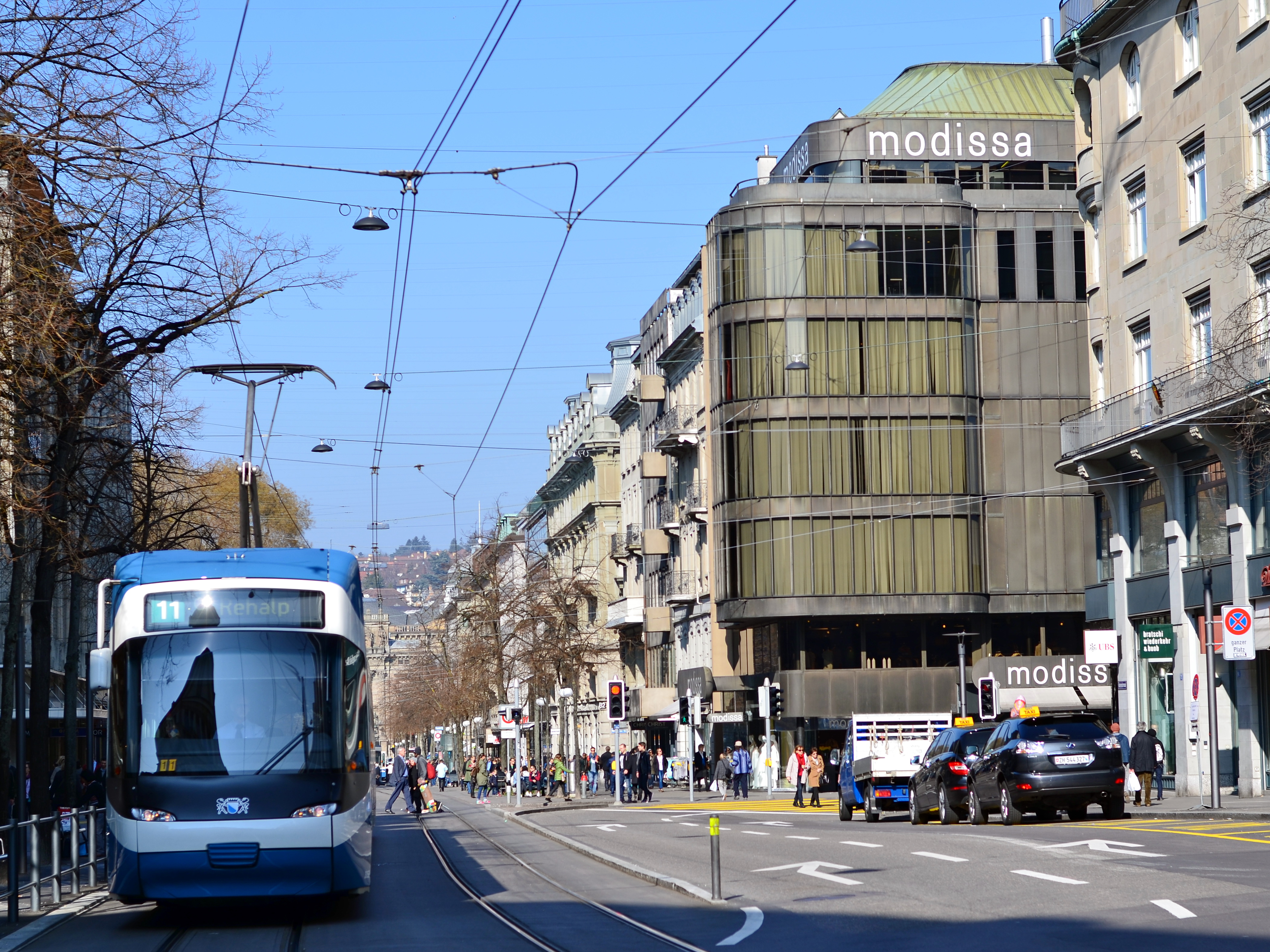
Autos neben Strassenbahn-Gleisen auf der Bahnhofstrasse

Die Einkaufsstrasse ist grossteils autofrei oder stark verkehrsberuhigt. Die belebtere untere Bahnhofstrasse und der mittlere Abschnitt an mehreren Stellen sowie der ganze Paradeplatz sind vollständig verkehrsfrei. Mit dem Bau der ersten Strassenbahnlinie durch die Bahnhofstrasse wurde 1881 begonnen, damals noch als Pferdetram. Dieses wurde von der privaten Zürcher Strassenbahn AG betrieben, welche 1897 von der öffentlichen Städtischen Straßenbahn Zürich (StStZ), der Vorgängergesellschaft der Verkehrsbetriebe Zürich, übernommen wurde. 1900 wurde beschlossen, die Pferdetramlinien einzustellen und in elektrische Strassenbahnlinien umzubauen. Die Strecke durch die Bahnhofstrasse konnte am 1. Oktober 1902 als elektrische Tramlinie wiedereröffnet werden. Auf dem Abschnitt zwischen Paradeplatz und Hauptbahnhof fahren die Strassenbahnlinien 6, 7, 11, 13 und zu Stosszeiten die Linie 17. Ein kurzes Stück der unteren Bahnhofstrasse wird hingegen von zwei stark befahrenen Fahrspuren beansprucht. Hier sind die einzigen Ampeln. Auf dem Abschnitt zwischen Paradeplatz und Bürkliplatz fahren die Strassenbahnlinien 2, 8, 9 und 11. Auf der ganzen Länge der Strasse haben die Trams der VBZ Vorrang.
Von 2013 bis 2014 wurde die ganze Strasse in vier Etappen saniert. Dabei wurden die Tramgleise und zum Teil die Leitungen ersetzt, die Haltestellen behindertengerecht umgebaut und die Strasse inklusive Bepflanzung und Beleuchtung neu gestaltet.

## Alltag und Feste
Die Bahnhofstrasse als Einkaufsmeile und Sitz von Banken und Anwaltsbüros ist tagsüber stark belebt. Abends nach Geschäftsschluss wird es aber ruhig. Teile der Bahnhofstrasse liegen auf der traditionellen Route des Umzuges der Zünfte am Sechseläuten. Auch bei anderen Grossveranstaltungen wie der Street Parade wird die Bahnhofstrasse am Rande einbezogen.
Am Sonntag, 17. August 2025 feierte die Vereinigung Zürcher Bahnhoftrasse ihren 70. Geburtstag mit einem grossen Quartierfest, wofür tausend Stühle und eine riesige Tafel aufgestellt wurden. Der Anlass (für den pro Person eine Eintrittskarte von 179.- Fr. verlangt wurde) verlief einwandfrei. Laut der Gastronomin und Mitorganisatorin und Daniela Segmüller eignete sich das Fest auch hervorragend dazu, die „Destination Zürich“ ausgiebig zu feiern und dies in einer einzigartigen Szenerie.

## Magazin Bahnhofstrasse
Unter dem Titel Die (Zürcher) Bahnhofstrasse publiziert die Vereinigung Zürcher Bahnhofstrasse, ein Verbund von lokalen Läden und Firmen, zweimal im Jahr eine Publikation mit touristischen und kulturellen Hinweisen.